# Список сыров по стране происхождения
Список сортов сыра. Различные виды сыров изготавливаются по всему миру. Каждый раздел списка соответствуют стране происхождения, страны разделены по континентам. Пять континентов следуют по алфавиту. Расположенные на каждом континенте страны также идут по алфавиту. Сыры каждой из стран отсортированы по русскому названию сыра.
Из-за огромного разнообразия добавок и методик обработки даже специалисты-дегустаторы не всегда могут сказать, сколько сортов и видов сыров насчитывается во всём мире. Только во Франции их более 500, в Италии — ещё примерно столько же. Тем не менее, существуют справочники, в которых описываются сорта сыра, производимые в разных странах. Один из экспертов в мире сыров — Джульет Харбатт (Juliet Harbutt), её книга «Лучшие сыры мира» (World Cheese Book, 2009) описывает более 800 видов сыра, который производят в странах от Франции до Австралии.
Название
Очень часто название сыра говорит о месте, где данный сорт сыра был впервые изготовлен. Иногда сыр называется по имени человека, придумавшего способ его изготовления. Название сыра может отражать какую-либо его характерную особенность — форму головки, текстуру.
Некоторые сорта сыра регистрируются с целью контроля подлинности происхождения. Сертификат гарантирует, что данный сыр произведён на строго определённой территории с соблюдением строго определённых правил. Во Франции такой сертификат называется Appellation d’origine contrôlée (АОС), в англоязычных странах — Protected Designation of Origin (PDO) или Protected Geographical Indication (PGI), в итальянском — Denominazione di Origine Protetta (DOP), в испанском — Denominación de origen (DO). Рядом с обозначением защищённого статуса сорта сыра указывается год регистрации.
Тип сыра
По твёрдости сыры делятся на свежие, мягкие, полутвёрдые нарезные, твёрдые нарезные и твёрдые. По внешнему виду сыры делятся на свежие, мягкие с нежной корочкой (с белой плесенью), мягкие с мытой корочкой, сыры с голубой плесенью (голубой сыр), прессованные и варёно-прессованные. Другие виды сыра — сывороточно-альбуминные, альбуминные, плавленые, а также подпадающие под несколько категорий. Редкие виды сыров — немецкий сыр из кислого молока и норвежский коричневый сыр (брюнуст). В колонку «тип сыра» объединена классификация по твёрдости и по внешнему виду.
Молоко
Различные сорта сыра производятся из пастеризованного или сырого молока коров, коз, овец, буйволиц или кобылиц.
Процесс изготовления
Каждый вид сыра изготавливается по собственной технологии. Общий принцип изготовления сыра, как правило, одинаков: подготавливается молоко, используется сычужный фермент, собирается сырная масса, процеживается, размешивается, нагревается; затем происходит посолка и созревание сыра. В некоторые сыры добавляется плесень или бактерии.

## Австралия и Новая Зеландия

### Австралия
Собственное животноводство и молочное производство появились в Австралии в конце XVIII века, вместе с первыми поселенцами. Но лишь в конце XIX века появились кооперативы, производившие сыр чеддер на экспорт. Производство сыров сосредоточено в юго-восточных областях с более благоприятным климатом. К концу XX века многие европейские рецепты были приспособлены к местным условиям. При этом любые сыры из непастеризованного молока запрещены к продаже.
| Изображение | Название                                                              | Тип сыра                   | Молоко                                                                           | Особенности изготовления | Регион                          | Внешний вид | Вкус                                                                                              | Производитель                 |
| ----------- | --------------------------------------------------------------------- | -------------------------- | -------------------------------------------------------------------------------- | --- | ------------------------------- | --- | ------------------------------------------------------------------------------------------------- | ----------------------------- |
|             | Айронстоун Экстра англ. Ironstone Extra                               | твердый                    | коровье                                                                          | вызревает 18-24 месяца | Дроуин Уэст, Виктория           | булыжник весом 5 кг, диаметр 23 см, высота 11 см                                                                                  | сливочно-карамельный вкус                                                                         | Piano Hill                    |
|             | Брани Айланд Льюис англ. Bruny Island Lewis                           | твердый                    | козье (молоко коз породы саанен, которых разводят в австралийском городе Сигнит) | вызревает 4-6 месяцев, естественная толстая корка цвета шифера; изготавливается на основе рецепта горного сыра из Савойи                       | остров Бруни, Тасмания          | барабан весом 1,5 кг, диаметр 12 см, высота 7 см                                                                                  | ореховый вкус с травяными оттенками                                                               | Bruny Island Cheese Company   |
|             | Брани Айланд Си-Ту англ. Bruny Island C2                              | твердый                    | коровье                                                                          | вызревает 9-12 месяцев | остров Бруни, Тасмания          | барабан весом 7 кг, диаметр 20 см, высота 18 см                                                                                   | ореховый вкус с оттенком карамели и колким привкусом                                              | Bruny Island Cheese Company   |
|             | Вашингтон Уошрид англ. Washington Washrind                            | полумягкий, с мытой коркой | коровье                                                                          | вызревает 4-5 недель | Энгастон, Южная Австралия       | круглая головка весом 220 г, диаметр 10 см, высота 3 см                                                                           | однородная масса с выраженным сливочным вкусом                                                    | Barossa Valley Cheese Company |
|             | Вудсайд Эдит англ. Woodside Edith                                     | свежий выдержанный         | козье                                                                            | вызревает 3-4 недели, корку посыпают чёрной виноградной золой                                                                                  | Вудсайд, Южная Австралия        | барабан весом 200 г, диаметр 6 см, высота 5 см                                                                                    | однородная масса с ореховым вкусом                                                                | Woodside Cheese Wrights       |
|             | Гампи Фармхаус Шевр англ. Gympie Farmhouse Chevre                     | свежий выдержанный         | коровье                                                                          | вызревает 3-4 недели | Джимпи, Квинсленд               | полено весом 110 г, диаметр 5 см, высота 6 см; твердая серо-голубая корка                                                         | пикантный вкус с оттенком козьего молока                                                          | Gympie Farm Cheese            |
|             | Ганнамата Голд англ. Gunnamatta Gold                                  | полумягкий                 | коровье                                                                          | вызревает 4-5 недель | полуостров Морнингтон, Виктория | круг весом 250 гр, диаметр 10 см, высота 3 см; липковатая мытая корка терракотового цвета                                         | сливочный вкус с дымными нотками                                                                  | Red Hill Cheese               |
|             | Дженсенс Ред Уошед Ринд англ. Jensen's Red Washed Rind                | полумягкий                 | коровье                                                                          | вызревает 4-5 недель | Нирим Саут, Виктория            | круглая головка весом 1,3 кг, диаметр 20 см, высота 3 см                                                                          | под коркой с ароматом дрожжей и эвкалипта находится сливочная масса с нежным вкусом               | Tarago River Cheese           |
|             | Джиппсленд Блю англ. Gippsland Blue                                   | голубой                    | коровье (молоко коров голштинской и фризской пород)                              | вызревает 2-3 месяца на деревянных полках в подземных погребах; первый в Австралии голубой сыр с серой коркой; делается по принципу горгонцолы | Нирим Саут, Виктория            | колесо весом 5,5 кг, диаметр 15 см, высота 24 см                                                                                  | сливочный вкус, зависит от сезона                                                                 | Tarago River Cheese           |
|             | Мередит Блю англ. Meredith Blue                                       | голубой                    | овечье                                                                           | вызревает 8-12 месяцев | Мередит, Виктория               | барабан весом 1 кг, диаметр 14 см, высота 7 см                                                                                    | наилучший вкус у сыра ранней весной: сливочная мягкая масса пронизана солёными прожилками плесени | Meredith Dairy                |
|             | Ричард Томас Фромаж Блан англ. Richard Thomas Fromage Blanc           | свежий                     | коровье                                                                          | вызревает 1-2 дня | Ярра Вэлли, Виктория            | горшочек весом 100 г, 7×8 см | молочнокислый аромат и освежающий вкус                                                            | Richard Thomas                |
|             | Роаринг Фортис англ. Roaring Forties                                  | голубой                    | коровье                                                                          | вызревает 10-12 недель, используется плесень roqueforti                                                                                        | Лорана, остров Кинг, Тасмания   | барабан весом 1,3 кг, диаметр 19 см, высота 4 см, покрыт синим воском                                                             | влажная консистенция, насыщенный вкус                                                             | King Island Dairy             |
|             | Сторми англ. Shaw River Buffalo Mozzarella                            | полумягкий с мытой коркой  | коровье                                                                          | вызревает 4-5 недель | Лорана, остров Кинг, Тасмания   | брусок весом 150 г, 10×4×3 см |                                                                                                   | King Island Dairy             |
|             | Стржелецки Блю англ. Strzelecki Blue                                  | голубой                    | коровье                                                                          | вызревает 2-3 месяца | Нирим Саут, Виктория            | барабан весом 2 кг, 20×19 см | сладковатый вкус с остро-пряным оттенком                                                          | Tarago River Cheese           |
|             | Хейди Фарм Грюйер англ. Heidi Farm Gruyere                            | твердый                    | коровье                                                                          | вызревает 9-12 месяцев | Экстон, Тасмания                | колесо весом 30 кг, диаметр 46 см, высотой 10 см                                                                                  | сильный вкус с ореховым оттенком                                                                  | Heidi Farm                    |
|             | Хейди Фарм Раклетт англ. Heidi Farm Raclette                          | полумягкий                 | коровье                                                                          | вызревает 2 — 4 месяца | Экстон, Тасмания                | колесо весом 4 кг, диаметр 30 см, высота 7 см                                                                                     | под резко пахнущей терракотовой корочкой находится мягкая масса с травяным запахом                | Heidi Farm                    |
|             | Хейлис Пайенгана англ. Healey's Pyengana                              | твердый                    | коровье (коровы голштинской и фризской пород)                                    | зреет от года до полутора лет | Пайенгана, Тасмания             | колесо весом 18,5 кг, диаметр 30 см, высота 20 см; старейший из сохранившихся австралийских сыров, вызревающих обернутыми в ткань | вкус с травяными и медовыми нотами                                                                | Pyengana Cheese Factory       |
|             | Холи Гоут Ла Луна англ. Holy Goat La Luna                             | свежий выдержанный         | козье                                                                            | вызревает 6- 4 недель; корка серой плесени | Саттон Грейндж, Виктория        | диск весом 1,4 кг, диаметр 23 см, высота 4 см                                                                                     | сливочный ореховый вкус                                                                           | Holy Goat Organic Cheeses     |
|             | Холи Гоут Пандора англ. Holy Goat Pandora                             | свежий выдержанный         | козье                                                                            | вызревает 2-3 недели | Саттон Грейндж, Виктория        | цилиндр весом 200 г, 5×5 см |                                                                                                   | Holy Goat Organic Cheeses     |
|             | Шоу Ривер Буффало Моцарелла англ. Shaw River Buffalo Mozzarella       | свежий                     | буйволовое                                                                       | несколько дней с момента производства | Ямбук, Виктория                 | шар весом 50 г, диаметр 9 см, высота 6,5 см; корка цвета мандарина                                                                | сливочный вкус с солёным послевкусием                                                             | Shaw River Buffalo Cheese     |
|             | Ярра Велли Дейри Персиан Фетта англ. Yarra Valley Dairy Persian Fetta | свежий (фета)              | коровье (от коров голштинской и фризской породы)                                 | вызревает 1-2 месяца. Нарезанный кусками сливочный осадок маринуется в масле со смесью специй                                                  | Ярра Вэлли, Виктория            | банки 250 г | белая масса с нежным вкусом с оттенком козьего молока                                             | Yarra Valley Dairy            |
|             |                                                                       |                            |                                                                                  | |                                 | |                                                                                                   |                               |

### Новая Зеландия
В Новой Зеландии первые кооперативы по производству таких сортов сыра, как чеддер и чешир, появились в XIX веке. К середине XIX века, когда стало возможным перевозить охлаждённые товары, сыр чеддер был одной из основных статей экспорта. В 1882 году в городе Идендейл, остров Южный, открылся первый крупный молокозавод. В 1920-х сыр и масло из Новой Зеландии стали экспортироваться в Англию. В 1980-х многие голландские сыроделы переехали в Новую Зеландию, приспособив к новым условиям традиционные сорта сыра и создав новые.
| Изображение | Название                                                                   | Тип сыра             | Молоко  | Особенности изготовления | Регион                     | Внешний вид | Вкус | Производитель                   |
| ----------- | -------------------------------------------------------------------------- | -------------------- | ------- | --- | -------------------------- | --- | --- | ------------------------------- |
|             | Баррис Бей Чеддер (англ. Barry's Bay Cheddar)                              | твердый              | коровье | вызревает 2-5 лет, при приготовлении заворачивают в ткань, головки покрывают воском                                                              | Берриз Бей                 | круглые головки весом 1,5, 4,5 и 36 кг, диаметр 11, 17, 40 см, высота 14, 17, 35 см                                                                 | остро-сладкий вкус горчицы, зернистая структура | Barry’s Bay Traditional Cheeses |
|             | Блю Ривер Карио Бей Пекорино (англ. Blue River Curio Bay Pecorino)         | твердый              | овечье  | 10-14 месяцев | Инверкаргилл, остров Южный | кгуглая головка весом 2 кг, диаметр 13 см, высота 10 см                                                                                             | сладко-солёный пикантный вкус | Blue River Dairy Products       |
|             | Блю Ривер Тассок Крик Шип Фета (англ. Blue River Tussock Creek Sheep Feta) | свежий               | овечье  | вызревает 10-24 месяца | Инверкаргилл, остров Южный | брусок весом 2 кг, длина 21 см, ширина 11 см, высота 8 см                                                                                           | классический сыр фета, хранится в солёном растворе | Blue River Dairy Products       |
|             | Зани Зеус Халлуми (англ. Zany Zeus Halloumi)                               | свежий               | коровье | вызревает от нескольких дней | Петоне, Веллингтон         | головка имеет форму бруска весом 250 г, 6*4*4 см | солёный вкус, по консистенции похож на плотную моцареллу, при обжаривании приобретает карамельный вкус                                                                         | Zany Zeus                       |
|             | Канаан Лабан (англ. Canaan Labane)                                         | свежий               | коровье | несколько дней; кошерный сыр | Окленд, Окленд             | банка 200 г | йогуртовый сыр с низким содержанием жира | Canaan Cheese                   |
|             | Карикаас Винтаж Лейден (англ. Karikaas Vintage Leyden)                     | ароматизированный    | коровье | 6-36 месяцев, ароматизирован тмином, окрашен в бледно-жёлтый цвет                                                                                | Лоберн, Кентербери         | булыжник весом 10 кг, диаметром 32 см, высотой 12 см                                                                                                | сладкий вкус с оттенком карри, вкус выдержанного сыра карамельно-сладкий с острым послевкусием, сухой консистенции.                                                            | Karikaas Dairy                  |
|             | Кресент Дейри Фармхаус (англ. Crescent Dairy Farmhouse)                    | твердый              | козье   | 6-12 месяцев | Окленд, Окленд             | круглая головка весом 2 кг, диаметром 17 см, высотой 8 см; на ферме в день производят всего одну головку сыра                                       | вкус козьего сыра с разными оттенками у сыра, изготовленного в разные дни | Crescent Dairy Goats            |
|             | Маое Винтаж Гауда (англ. Mahoe Vintage Gouda )                             | твердый              | коровье | 18-24 месяцев | Керикери, остров Северный  | булыжник весом 5 или 10 кг, диаметр 23 (33) см, высота 10 (11) см                                                                                   | ирисово-карамельный вкус с острым послевкусием, ломкий, но не сухой | Mahoe Farmhouse Cheese          |
|             | Маое Винтаж Эдам (англ. )                                                  | твердый              | коровье | 18-24 месяцев | Керикери, остров Северный  | круг весом 5 или 10 кг, диаметр 23 (33) см, высота 10 (11) см                                                                                       | ирисово-карамельный вкус с резким кисломолочным привкусом, острым послевкусием, с возрастом напоминает пармиджано-реджано; с низким содержанием жира                           | Mahoe Farmhouse Cheese          |
|             | Маунт Гектор Капити англ. Mt Hector Kapiti                                 | мягкий белый         | козье   | вызревает 4-6 недель. Корка покрыта двумя видами плесени: Penicillium geotrichum и P. Candidum                                                   | Парапарауму, Веллингтон    | уеченная пирамида весом 120 г, диаметр 5 см, высота 6 см                                                                                            | похож на мелв центре и почти жидкий с краев; пахнет сеном и орехами; имеет «легкий миндальный вкус с острым оттенком лимона»                                                   | Kapiti Fine Foods               |
|             | Маунт Элиза Ред Лестер англ. Mt Eliza Red Leicester                        | твердый              | коровье | вызревает 8-10 месяцев. Осадок ред лестера измельчается и дважды перемалывается для придания плотной структуры.                                  | Катикати, залив Пленти     | колесо весом 8 кг, диаметр 24 см, высота 16 см краситель аннатто придаёт сыру яркий оранжевый цвет                                                  | очень сладкий сыр с резким привкусом на кончике языка | Mt Eliza Cheese                 |
|             | Мейер Винтаж Гауда англ. Meyer Vintage Gouda                               | твердый (боеренкаас) | коровье | вызревает 18-24 месяца, используется телячий сычужный фермент                                                                                    | Гамильтон, Вайкато         | вес 10 кг, булыжник диаметром 33 см, высотой 12 см                                                                                                  | карамельно-сладкий вкус с резковатым пикантным привкусом и вкраплениями кристаллов кальция. Выдержанный три года сыр становится твердым, как камень и имеет более резкий вкус. | Meyer Gouda Cheese              |
|             | Мерцер Маасдам англ. Mercer Maasdam                                        | полумягкий           | коровье | вызревает 4-7 месяцев. При приготовлении в молоко добавляются молочнокислые бактерии для образования небольших глазков                           | Гамильтон, Вайкато         | вес 10 кг, булыжник диаметром 33 см, высотой 11 см                                                                                                  | мягкая резинистая масса со сладковатым привкусом забродивших фруктов | Mercer Cheese                   |
|             | Мидоскрофт Фарм Гоутс Кард англ. Meadowcroft Farm Goat's Curd              | свежий               | козье   | до 5 недель | Голден Бей, Тасман         | упаковка 200 гр | баланс кислого и солёного вкуса, влажная зернистая структура | Meadowcroft Farm                |
|             | Нойдорф Ричмонд Ред англ. Neudorf Richmond Red                             | твердый              | овечье  | вызревает 10-20 месяцев. первый в Новой Зеландии сорт сыра из овечьего молока                                                                    | Аппер Моутере, Нельсон     | круглая головка весом 1,5 кг, диаметр 13 см, высота 6 см                                                                                            | орехово-карамельный сливочный вкус у сыра, выдержанного 10 недель, более выраженный вкус и твердая консистенция у сыра 20 недель выдержки                                      | Neudorf Dairy                   |
|             | Те Мата Айронгейт англ. Te Mata Irongate                                   | полумягкий           | коровье | вызревает 6-10 недель. мытая корка, покрытая белой плесенью Penicillum                                                                           | Хейвлок Норт, Хокс Бей     | квадратная головка весом 1,3 кг, стороны 19*19 см, высота 3 см                                                                                      | более резкий запах и вкус, чем у традиционного бри, при этом намного мягче традиционных сыров с мытой коркой                                                                   | Te Mata Cheese                  |
|             | Те Мата орт Ахурири англ. Te Mata Port Ahuriri                             | голубой              | коровье | вызревает 6-8 месяцев. Отличается от всех прочих сортов голубого сыра Новой Зеландии тем, что в него не добавляется дополнительная порция сливок | Хейвлок Норт, Хокс Бей     | круглая головка весом 3 кг, высотой 9 см, диаметром 22 см                                                                                           | резкий вкус с солоновато-сладкими ореховыми оттенками | Te Mata Cheese                  |
|             | Те Мата Пакипаки англ. Te Mata Pakipaki                                    | мягкий белый         | козье   | вызревает 8-10 недель | Хейвлок Норт, Хокс Бей     | круглая головка весит 1,3 кг, диаметр 22 см, высота 3 см                                                                                            | имеет характерный вкус козьего сыра, липкую, почти жидкую консистенцию | Te Mata Cheese                  |
|             | Уаимата Камамбер англ. Waimata Camambert                                   | мягкий белый         | коровье | выдерживается традиционным способом, при помощи плесени, 4-7 недель                                                                              | Гисборн, мыс Восточный     | круглая головка, вес 800 г, диаметр 19 см, высота 2,5 см                                                                                            | зрелый сыр может либо иметь жидкую консистенцию и ванильный вкус, либо приобрести резкий вкус и запах                                                                          | Waimata Cheese Company          |
|             | Уайтстоун Виндзор Блю англ. Whitestone Windsor Blue                        | голубой              | коровье | в молоко добавляются сливки, вызревает сыр от 3 до 8 месяцев                                                                                     | Оамару, Отаго              | круглая головка весом 3,8 кг, диаметр 21 см, высота 12 см                                                                                           | сыр малой выдержки имеет фруктовый и острый вкус, более зрелый сыр более сладко-солёный и пикантный                                                                            | Whitestone Cheese               |
|             | Эвансдейл Фармхаус Бри англ. Evansdale Farmhouse Brie                      | мягкий белый         | коровье | вызревает 5-10 недель | Вайкоуайти, Отаго          | круглая головка весом 1,3 кг, диаметр 16 см, высота 7 см, головка меньше, но толще традиционных бри, корка покрыта пушистой белой плесенью Candidum | вкус похож на йогурт, мякоть однородная, напоминает масло | Evansdale Cheese                |
|             |                                                                            |                      |         | |                            | | |                                 |

## Азия

### Азербайджан[7]
| Изображение | Название             | Тип сыра           | Закваска | Молоко  | Жирность | Особенности изготовления                    | Регион | Внешний вид | Вкус    |
| ----------- | -------------------- | ------------------ | -------- | ------- | -------- | ------------------------------------------- | ------ | --- | ------- |
|             | Мотал                | мягкий рассольный  |          | коровье | 30-40 %  | созревает в бурдюках в рассоле 3-3,5 месяца |        | бело-жёлтая масса, мажущаяся консистенция, неоднородная по составу: небольшие кусочки и крупитчатость не являются дефектом |         |
|             | Шор (сыр) азерб. Şor | мягкий творожистый |          | коровье | 30-40 %  |                                             |        | белая солёная масса, мажущаяся консистенция, неоднородная по составу, иногда с добавленим кунжута                          | солёный |

### Армения
| Изображение | Название                 | Тип сыра                   | Закваска | Молоко | Жирность  | Особенности изготовления                                        | Регион                   | Внешний вид | Вкус                   |
| ----------- | ------------------------ | -------------------------- | -------- | ------ | --------- | --------------------------------------------------------------- | ------------------------ | --- | ---------------------- |
|             | Лори арм. լոռի           | рассольный сыр             |          |        | 45 %-50 % | созревает и хранится в полимерной плёнке; созревание до 40 дней | Лорийская область        | Прямоугольный брусок массой до 5,5 кг, не имеет корки; слегка ломкий; цвет белый со светло-жёлтым оттенком; глазки различных форм и размеров | в меру острый, солёный |
|             | Мотал арм. մոթալ         | рассольный сыр             |          |        | 30–40%    | созревание от 3 до 4 месяцев                                    | Сюникская область, Арцах | |                        |
|             | Тел панир арм. թել պանիր |                            |          |        |           |                                                                 |                          | |                        |
|             | Чанах (сыр)              | рассольный сыр             |          |        | 45 %      | созревает и хранится в рассоле; созревание до 40 дней           |                          | Квадратный брусок массой до 4 кг, не имеет корки; цвет белый солёный                                                                         | солёный                |
|             | Чечил арм. չեչիլ         | волокнистый рассольный сыр |          |        | 5-10 %    | изготавливается из пастеризованного и обезжиренного молока      |                          | Выпускается в виде плотных волокнистых по структуре нитей, скрученных в тугие жгуты в форме косички, часто в копчёном виде                   | в меру солёный         |

### Бутан
| Изображение | Название | Тип сыра | Закваска | Молоко | Жирность | Особенности изготовления | Регион | Внешний вид                          | Вкус |
| ----------- | -------- | -------- | -------- | ------ | -------- | ------------------------ | ------ | ------------------------------------ | ---- |
|             | Даци     |          |          | ячье   |          |                          |        | белый цвет; в виде маленькой булочки |      |

### Грузия[7]
| Изображение | Название                             | Тип сыра       | Закваска                                                                                             | Молоко                                                          | Жирность | Особенности изготовления                                                              | Регион                     | Внешний вид | Вкус                            |
| ----------- | ------------------------------------ | -------------- | --- | --------------------------------------------------------------- | -------- | ------------------------------------------------------------------------------------- | -------------------------- | --- | ------------------------------- |
|             | Сулугуни груз. სულუგუნი              | рассольный сыр | бактериальная закваска из штаммов молочнокислых и ароматообразующих стрептококков; сычужная закваска | пастеризованное коровье, козье, буйволиное, овечье или их смесь |          | чеддеризация сырной массы и её дальнейшее плавление; просолка от 6 часов до 1-2 суток | Самегрело-Верхняя Сванетия | плотная, слоистая, эластичная консистенция; рисунка нет; небольшое количество глазков; цвет от белого до бледно-жёлтого; корки нет | кисломолочный, умеренно солёный |
|             | Дамбалхачо груз. დამბალხაჭო          |                | | коровье                                                         |          | изготовляется из пахты, оставшейся после производства сливочного масла                | Мцхета-Мтианети            | небольшие головки, покрытые плесенью рода Penicillium                                                                              |                                 |
|             | Кобийский сыр (Осетинский сыр)       |                | сычужный фермент                                                                                     |                                                                 |          |                                                                                       | Мцхета-Мтианети            | |                                 |
|             | Гуда груз. გუდის ყველი               | рассольный сыр | |                                                                 |          | созревание в овечьем бурдюке                                                          | Тушетия                    | |                                 |
|             | Имеретинский сыр груз. იმერული ყველი | рассольный сыр | |                                                                 |          |                                                                                       | Имеретия                   | |                                 |
|             | Тенили груз. ტენილი ყველი            |                | сычужная закваска                                                                                    | овечье                                                          |          | чеддеризация сырной массы                                                             | Самцхе-Джавахети           | |                                 |
|             | Надуги                               | мягкий         | |                                                                 |          | изготавливается из молочной сыворотки                                                 |                            | свежий надуги белый, похож на творог                                                                                               |                                 |
|             | Чанах                                |                | |                                                                 |          |                                                                                       |                            | |                                 |

### Израиль
| Изображение | Название                   | Тип сыра               | Молоко                                      | Особенности изготовления | Регион                         | Внешний вид                                                                                                | Вкус | Производитель |
| ----------- | -------------------------- | ---------------------- | ------------------------------------------- | --- | ------------------------------ | --- | --- | --- |
|             | Инбар (Inbar)              | ароматизированный      | овечье                                      | вызревает от 2 месяцев | кибуц Решафим, Эмек Хама Аянот | круглая головка весом 2 кг, диаметр 25 см, высота 7-8 см; покрыт твердой сухой коркой                      | нежный, ароматный, слегка ореховый вкус; есть разновидности с чёрным перцем, тимьяном, красным вином, зернами горчицы и перцем чили | Shirat Roim |
|             | Кетем («крапчатый», Ketem) | свежий выдержанный     | козье                                       | вызревает 2-3 недели; за основу был взят рецепт французского сыра пелардон                                                          | Тлалим, Рамат ХаНегев          | круглая головка весом 160 г, диаметр 10 см, высота 3 см; белая морщинистая корка, твердая, сливочная масса | у молодого сыра — отчетливо козий, но нежный вкус; у зрелого — насыщенный, ароматный, острый                                        | Kornmehl Family Dairy |
|             | Лабане (Labane)            | свежий                 | козье, овечье, коровье или их смесь         | вызревает от нескольких часов; в традиционной кухне: жирный йогурт вылить в ткань и подвесить на ночь для оттока сыворотки          | по всей стране                 | банки весом 250 и 500 г                                                                                    | нежно-лимонный свежий вкус | разные |
|             | Туркеез (Turkeez)          | свежий                 | козье, овечье                               | вызревает от нескольких дней; добавляются грецкие орехи                                                                             | Кфар Йечезкеел, Гилбоа         | усеченный конус весом либо 150 г (диаметр 10 см, высота 7 см), либо 500 г (диаметр 20 см, высота 15 см)    | свежий кислый вкус с оттенком соли; по мере вызревания начинает напоминать рокфор                                                   | Barkanit |
|             | Цфатский сыр (Zfatit)      | свежий или полутвёрдый | овечье, козье, реже коровье пастеризованное | вызревает от нескольких дней; отделение сыворотки, вылеживание в корзинах несколько часов; часто ароматизируется травами и специями | по всей стране                 | упругая консистенция; круглые головки 200—300 гр, диаметр 20 см, высота 5 см                               | сочетание молочной сладости вкуса и соленых оттенков; по консистенции слегка напоминает губку, очень влажный и бархатистый          | Впервые был изготовлен в городе Сафед (Цфат) семьей Хаимеири; сейчас изготавливается различными сыроварнями по всему миру |

### Кипр
| Изображение | Название                                                                    | Тип сыра | Молоко                                                                   | Особенности изготовления | Регион         | Внешний вид | Вкус | Производитель                                               |
| ----------- | --------------------------------------------------------------------------- | -------- | ------------------------------------------------------------------------ | --- | -------------- | --- | --- | ----------------------------------------------------------- |
|             | Анари (Anari)                                                               | свежий   | овечье, козье                                                            | производится из сыворотки, оставшейся после изготовления халлуми, с добавлением небольшого количества овечьего или козьего молока; вызревает от нескольких дней до нескольких месяцев; если сыр не съедают сразу, то его солят и высушивают в теплом сухом месте | по всей стране | кирпичики 10 на 10 на 10 см или баночки | очень нежный молочный вкус у свежего сыра, сушеный сыр очень твердый и соленый                                 | разные                                                      |
|             | Халлуми англ. Halloumi или haloumi, греч. χαλούμι, тур. hellim, حلوم ḥallūm‎ | свежий   | козье и овечье, коровье (смесь); исторически — молоко овец породы муфлон | творог нагревается перед помещением в рассол | по всему Кипру | высокая температура плавления; белого цвета, с отличительной слоистой текстурой, упругой консистенцией; полукруглая форма головки или кирпичик весом 220—270 г, длина около 12, ширина около 8 см | слабо солёный; часто добавляют мяту; вкус может отличаться в зависимости от сезона и вида используемого молока | различные, от кустарных сыроварен до крупных производителей |

### Ливан
| Изображение | Название        | Тип сыра | Молоко             | Особенности изготовления                                                    | Регион         | Внешний вид | Вкус                 | Производитель |
| ----------- | --------------- | -------- | ------------------ | --------------------------------------------------------------------------- | -------------- | --- | -------------------- | ------------- |
|             | Аккави (Akkawi) | свежий   | овечье или коровье | вызревает 1-3 месяца; иногда вымачивается в воде для удаления излишков соли | по всей стране | бруски различного размера: длина 11-15 см, ширина 10-15 см, высота 4 см; белый, как мел, очень твердый, с большим количеством мелких глазков | свежий, соленый вкус | разные        |

### Осетия(регион)[7]
| Изображение | Название                       | Тип сыра | Молоко                 | Особенности изготовления                                                    | Регион         | Внешний вид | Вкус | Производитель |
| ----------- | ------------------------------ | -------- | ---------------------- | --------------------------------------------------------------------------- | -------------- | ----------- | ---- | ------------- |
|             | Осетинский сыр осет. цыхт/цихт |          | овечье, козье, коровье | Свернувшееся молоко перемешивают, отжимают от сыворотки, укладывают в форму | по всей стране |             |      | разные        |

### Турция[7]
| Изображение | Название                    | Тип сыра | Молоко                     | Особенности изготовления | Регион                                        | Внешний вид                                                                      | Вкус | Производитель |
| ----------- | --------------------------- | -------- | -------------------------- | --- | --------------------------------------------- | -------------------------------------------------------------------------------- | --- | ------------- |
|             | Бейяз Пейнир (Beyaz Peynir) | свежий   | овечье, козье или коровье  | вызревает не менее 3 месяцев | по всей стране                                | головки различной формы, весом от 250 г до 1 кг                                  | напоминает фету, вкус зависит от времени года и от пропорции разных видов молока: от соленого до очень соленого, мягкий или твердый |               |
|             | Тулум (Tulum)               | свежий   | овечье, козье или их смесь | вызревает от 3 месяцев; специально обработанная козья шкура заполняется свежей творожистой массой, зашивается и оставляется на три месяца | Восточная Анатолия и побережье Эгейского моря | горшочки или кирпичики весом 500—600 г; могут подавать прямо в разрезанной шкуре | мягкий, нежный, сладкий вкус, оттенки вкуса зависят от сезона                                                                       | разные        |

### Япония
Молочные продукты, такие как йогурт или сыр, получили распространение в Японии в результате расширения сети западных ресторанов после Олимпиады в Токио в 1964 году и Всемирной выставки в Осаке в 1970 году. Сперва большая часть сыра импортировалась, но в результате поддержки правительства с 2000-х годов начинается рост количества сыроварен. На самом большом острове, Хоккайдо, в 2012 году было более 30 производств. Большинство производителей копируют европейские сорта сыра, но наиболее крупные фирмы уже пытаются создать собственные сорта сыра.
| Изображение | Название                                       | Тип сыра                 | Молоко                                                             | Особенности изготовления | Регион                       | Внешний вид | Вкус | Производитель               |
| ----------- | ---------------------------------------------- | ------------------------ | ------------------------------------------------------------------ | --- | ---------------------------- | --- | --- | --------------------------- |
|             | Гернси Крим (англ. Guernsey Cream)             | свежий                   | коровье, из молока гернсийских коров                               | вызревает 2-10 дней | Садо, Ниигата                | банка весом 100 г, диаметр 7 см, высота 6 см | сливочный вкус | J. A. Sado Milk Kobo        |
|             | Качокабаро (яп. Kachokabaro)                   | полумягкий, pasta filata | коровье                                                            | вызревает 2-3 месяца | Кибитюо в уезде Кага, Окаяма | головка в форме слезы или груши весом 500—800 г, диаметр 11 см, высота 15 см, покрыт твёрдой съедобной коркой, твёрдая сырная масса имеет цвет соломы | аналог итальянского качокавалло; у молодого сыра вкус кисловаты и молочный, зрелый сыр имеет вкус умами \|\| Yoshida Farm |                             |
|             | Мори-но чиз (яп. Mori No Cheese)               | полумягкий               | коровье, молоко коров швейцарской красной породы                   | вызревает 3-8 недель | Мацумото, Нагано             | круглая головка весом 250—300 г, диаметр около 10 см, высота около 3 см, мытая липкая корка цвета мандарина                                           | яркий, насыщенный вкус, аромат опавшей листвы                                                                             | Shimizu Farm                |
|             | Проволоне (итал. Provolone)                    | полумягкий               | коровье                                                            | вызревает 1-3 месяца; тонкая, слегка подкопчённая корка покрыта воском; японская «версия» одноимённого итальянского сыра | Уннан, Симанэ                | барабан весом 380 г, диаметр 8 см, высота 4,5 см | сладкий вкус растаявшего масла с дымным ароматом                                                                          | Kisuki Nyugyo               |
|             | Пти Нуаж (фр. Petit Nuage)                     | свежий                   | коровье (сыр из сыворотки молока коров красной швейцарской породы) | вызревает от 2 до 10 дней; в основе лежит рецепт корсиканского броччо; изготавливается путём нагревания свежей сыворотки | Мацумото, Нагано             | круглая плоская головка весом 200 г, диаметр 9 см, высота 3,5 см; после отжима свежий осадок извлекается из форм, сохраняя отпечаток корзины          | сладкий молочный вкус | Shimizu Farm                |
|             | Робиола (итал. Robiola)                        | полумягкий               | коровье                                                            | вызревает 4-8 недель; «копия» одноимённого итальянского сыра | Сиранука, Хоккайдо           | круглая головка весом 1,5 кг, диаметром 22 см, высотой 3,5 см; корка приобретает красноватый оттенок после промывания граппой                         | резкий и пикантный запах, вкус с мясным оттенком                                                                          | Shiranuka Farm              |
|             | Сакура (яп. Sakura)                            | мягкий белый             | коровье                                                            | вызревает 2-4 недели | Сиранука, Хоккайдо           | круглая головка весом 90 г, диаметром 6,5 см, высотой 3 см                                                                                            | сливочный мягкий сыр под белой коркой, с лимонными нотками                                                                | Kyodo Gakusha Shintoku Farm |
|             | Серендепити (яп. Serendipity)                  | свежий                   | козье                                                              | вызревает от 10 дней до нескольких месяцев, производится с весны по осень из молока коз, пасущихся возле деревни Хакуба; сформованные головы извлекаются из круглых форм и хранятся в горшочках с рисовым маслом и местными травами | Мацумото, Нагано             | банка весом 160 г, диаметр 5,2 см, высота 3,5 см | мягкий и нежный вкус, уравновешенный душистыми травами                                                                    | Kaze No Tani Farm Hakuba    |
|             | Яма-но чиз (яп. Yama No Cheese) («горный сыр») | твердый                  | коровье                                                            | вызревает 6-18 месяцев; вольная интерпретация французский альпийских сыров | Сибэцу, Хоккайдо             | колесо весом 10-11 кг, диаметр 36 см, высота 10 см, глубокий жёлтый цвет                                                                              | плотная консистенция и длящийся ореховый вкус со множеством оттенков                                                      | Mitomo Farm                 |

## Африка

### Египет
| Изображение | Название                  | Тип сыра            | Закваска        | Молоко  | Жирность | Особенности изготовления             | Регион | Внешний вид                | Вкус            |
| ----------- | ------------------------- | ------------------- | --------------- | ------- | -------- | ------------------------------------ | ------ | -------------------------- | --------------- |
|             | Миш                       | мягкий              |                 |         |          |                                      |        | желтовато-коричневая масса | острый, солёный |
|             | Рас (Руми) араб. جبن رومي‎ | твёрдый рассыпчатый | не используется | коровье | 28 %     | созревает от 3—4 месяцев до 8—12 лет |        |                            | солёный         |

## Европа

### Австрия
| Изображение | Название                                     | Тип сыра    | Закваска                                 | Молоко               | Жирность | Особенности изготовления                         | Регион | Внешний вид | Вкус |
| ----------- | -------------------------------------------- | ----------- | ---------------------------------------- | -------------------- | -------- | ------------------------------------------------ | ------ | ----------- | ---- |
|             | Бергкезе нем. Bergkaese (PDO)                | твёрдый сыр | сычужный фермент, молочнокислые культуры | коровье              | 45 %     | созревает от 3 до 6 месяцев в естественной корке |        |             |      |
|             | Тиролер Граукезе нем. Tiroler Graukäse (PDO) | твёрдый сыр |                                          | обезжиренное коровье | до 2 %   |                                                  | Тироль |             |      |

### Великобритания
| Изображение | Название                                                               | Тип сыра                      | Закваска | Молоко                            | Жирность | Особенности изготовления                                                                 | Регион                             | Внешний вид | Вкус                                                   |
| ----------- | ---------------------------------------------------------------------- | ----------------------------- | --- | --------------------------------- | -------- | ---------------------------------------------------------------------------------------- | ---------------------------------- | --- | ------------------------------------------------------ |
|             | Стилтон англ. Stilton (PDO)                                            | голубой и белый сыр           | культура Penicillium roqueforti                                                                                              | коровье пастеризованное           | 35 %     | в процессе созревания образуется корка; не подвергается давлению                         | Дербишир, Лестершир и Ноттингемшир | головка цилиндрической формы, внутри голубые жилки, направленные радиально от центра                                                      |                                                        |
|             | Ланкаширский сыр англ. Lancashire (PDO)                                | твёрдый                       | | коровье пастеризованное           |          | вызревает 2-8 месяцев                                                                    | Ланкашир                           | |                                                        |
|             | Чеддер англ. Cheddar                                                   | твёрдый, полутвёрдый нарезной | бактериальная закваска, фермент микробиального происхождения                                                                 | коровье пастеризованное или сырое | 48—52 %  | Завёрнутый в ткань, зреет от 2 до 6 месяцев, «экстра» — больше года, иногда до пяти лет. | деревня Чеддер, графство Сомерсет  | Цвет слоновой кости или желтоватый. Иногда подкрашивают натуральным красителем аннато. Выпускают в форме цилиндра весом 27—35 килограммов | Ореховый, слегка острый и кисловатый привкус.          |
|             | Чеширский сыр англ. Cheshire                                           | полутвёрдый нарезной          | | коровье пастеризованное           | 48 %     | созревает 4-8 недель в зависимости от разновидности                                      | Чешир                              | бывает красный, белый и голубой. подкрашивать сыр в оранжевый цвет стали в Уэльсе (красный сыр); голубой чеширский — с плесенью.          |                                                        |
|             | Эпплвуд англ. Applewood                                                | полутвёрдый                   | | коровье                           |          | разновидность копчёного Чеддера                                                          | графство Сомерсет                  | |                                                        |
|             | Виндзорский красный сыр англ. Windsor Red                              | полутвёрдый                   | | коровье пастеризованное           |          | из сырной массы чеддера, смешанной с вином (бордо, портвейн, бренди)                     | по всей Англии                     | |                                                        |
|             | Глостерский сыр англ. Gloucester (PDO)                                 | полутвёрдый                   | | коровье непастеризованное         |          | вызревает 36 недель                                                                      | только графство Глостершир         | |                                                        |
|             | Давдэйлen англ. Dovedale (PDO 2003)                                    | полутвёрдый голубой           | | коровье пастеризованное           |          | вызревает 3-4 недели                                                                     | Пик-Дистрикт                       | |                                                        |
|             | Шропширский голубой англ. Shropshire Blue                              |                               | | коровье пастеризованное           |          | вызревает 10-12 недель                                                                   | Ноттингемшир, Лестершир            | |                                                        |
|             | Карфилли (или Кайрфилли) англ. Caerphilly                              | твёрдый                       | | коровье, часто пастеризованное    | 48 %     | вызревает до 10 недель                                                                   | Мид Гламорган, Уэльс               | бледно-жёлтый или белый |                                                        |
|             | Дорсетский голубой или Дорсет Блю Винни англ. Dorset Blue Vinney (PGI) | полутвёрдый голубой           | в охлаждённое молоко добавляют закваску, содержащую лактококки, сычужный фермент, затем споры плесени Penicillium roqueforti | коровье, обычно непастеризованное |          | вызревает 6 недель и более                                                               | Дорсет                             | неровная бурая оболочка; полутвёрдая консистенция с неравномерно расположенными зелёно-голубыми прожилками                                | пикантный, перечный вкус; аромат от мягкого до резкого |

### Венгрия
| Изображение | Название             | Тип сыра | Молоко                    | Особенности изготовления | Регион         | Внешний вид                                                               | Вкус                                | Производитель |
| ----------- | -------------------- | -------- | ------------------------- | ------------------------ | -------------- | ------------------------------------------------------------------------- | ----------------------------------- | ------------- |
|             | Кашкавал (Kashkaval) | твердый  | овечье или овечье и козье | вызревает 8 недель       | по всей стране | головка имеет форму неправильного круга, диаметр 5-11 см, высота 3-3,5 см | соленый, острый, почти горький вкус |               |

### Германия
| Изображение | Название                                                          | Тип сыра            | Закваска                       | Молоко                              | Жирность   | Особенности изготовления | Регион                                               | Внешний вид | Вкус                                                                                     |
| ----------- | ----------------------------------------------------------------- | ------------------- | ------------------------------ | ----------------------------------- | ---------- | --- | ---------------------------------------------------- | --- | ---------------------------------------------------------------------------------------- |
|             | Альтенбургер нем. Altenburger Ziegenkäse                          | мягкий              |                                | коровье пастеризованное, 15 % козье | 30 %       | | Альтенбург, Тюрингия                                 | |                                                                                          |
|             | Андексер хиртенкезе нем. Andechser Hirtenkäse                     | мягкий, полутвёрдый |                                |                                     | 30 %       | | Андекс, Верхняя Бавария                              | |                                                                                          |
|             | Андексер цигенкамамбер нем. Andechser Ziegencamembert             | мягкий              |                                | козье пастеризованное               | 50 %       | | Андекс, Верхняя Бавария                              | |                                                                                          |
|             | Бавария блю нем. Bavaria Blu                                      | мягкий, голубой сыр |                                | коровье пастеризованное             | 70 %       | | Верхняя Бавария                                      | |                                                                                          |
|             | Бергадер Эдельпильц нем. Bergader Edelpilz                        | мягкий, голубой сыр |                                | коровье пастеризованное             | 50 %       | | Верхняя Бавария                                      | |                                                                                          |
|             | Бергкезе Альгойер нем. Bergkäse Allgäuer                          |                     |                                |                                     |            | | Альгойер в Баварии                                   | |                                                                                          |
|             | Биаром нем. Biarom                                                | полутвёрдый         |                                | коровье пастеризованное             | 45 %       | | Верхняя Бавария                                      | |                                                                                          |
|             | Бонифац нем. Bonifaz                                              | мягкий              |                                | коровье пастеризованное             | 70 %       | | Верхняя Бавария                                      | |                                                                                          |
|             | Буттеркезе нем. Butterkaese                                       | полутвёрдый         |                                | коровье пастеризованное             | 45 %       | | все регионы                                          | |                                                                                          |
|             | Бьянко нем. Bianco                                                | полутвёрдый         |                                | коровье пастеризованное             | 55 %       | | Верхняя Бавария                                      | |                                                                                          |
|             | Дорблю нем. DORBLU                                                | голубой сыр         | плесень Penicillium roqueforti | коровье                             |            | Рецептура держится в секрете |                                                      | |                                                                                          |
|             | Камбоцола «камбоцола» = «камамбер» + «горгондзола» нем. Cambozola | голубой сыр         | плесень Penicillium roqueforti | коровье                             |            | Мягкая консистенция достигается добавлением сливок | Бавария                                              | Белая корочка, аналогична корочке камамбера. |                                                                                          |
|             | Лимбургер Лимбургский сыр, бакштейн нем. Limburger                | мягкий              | Brevibacterium linens          | коровье пастеризованное             |            | Вызревает от 2 недель до 3 месяцев |                                                      | Цвет нежно-сливочный, корочка съедобная, мягкая, жёлто-коричневая, иногда со следами белой плесени. Производится в виде кирпичиков весом по 200 или 500 грамм | В начале вызревания имеет нежный вкус, который со временем становится очень интенсивным. |
|             | Мильбенкезе Немецкий клещевой сыр нем. Milbenkäse                 | твёрдый             | Tyrophagus casei               |                                     |            | Вызревает от 1 до 12 месяцев |                                                      | Цвет жёлтый, красно-коричневый, тёмный | Имеет резкое горьковатое послевкусие и пахнет нашатырным спиртом.                        |
|             | Тильзитер нем. Tilsiter                                           | полутвёрдый         |                                | коровье пастеризованное или сырое   |            | созревает около 6 месяцев | Тильзит, Восточная Пруссия; кантон Тургау, Швейцария | |                                                                                          |
|             | Гарцский сыр нем. Harzer Käse                                     | кисломолочный сыр   | специальные микроорганизмы     | пастеризованный творог              | менее 10 % | Созревает при помощи микроорганизмов, которые специально для этого наносятся на поверхность сырной заготовки. Сыр созревает с внешней своей части вовнутрь. | регион Гарц, южнее Брауншвейга                       | Головки сыра небольшие, округлые либо дискообразные. | В качестве вкусовой добавки используется тмин.                                           |
|             | Эмменталер Альгойер                                               |                     |                                |                                     |            | |                                                      | |                                                                                          |

### Греция
| Изображение | Название                             | Тип сыра       | Закваска | Молоко           | Жирность | Особенности изготовления   | Регион      | Внешний вид | Вкус |
| ----------- | ------------------------------------ | -------------- | -------- | ---------------- | -------- | -------------------------- | ----------- | --- | ---- |
|             | Фета греч. Φέτα от итал. fetta (PDO) | рассольный сыр |          | овечье или козье | 30-60 %  | выдержка не менее 3 месяца | все регионы | Сыры, похожие на фету, изготовляют по всей юго-восточной Европе, в Средиземноморских странах, на Среднем Востоке |      |

### Дания
| Изображение | Название                                      | Тип сыра           | Закваска | Молоко        | Жирность | Особенности изготовления | Регион      | Внешний вид                                                         | Вкус                                                                                                   |
| ----------- | --------------------------------------------- | ------------------ | -------- | ------------- | -------- | --- | ----------- | ------------------------------------------------------------------- | --- |
|             | Данаблю англ. Danish Blue, дат. Danablu (PGI) | мягкий голубой сыр |          | коровье       |          | Сыр прокалывается иглами, плесень развивается от центра головки к поверхности. Через месяц плесень видна на поверхности сыра. вызревает 8-12 недель |             | сине-чёрная плесень в белой мякоти                                  | острый, солёный                                                                                        |
|             | Данбо дат. Danbo                              | полутвёрдый        |          | коровье       |          | выдерживается от 12 до 52 недель в блоках весом 6—9 кг, покрытых бактериальной культурой, которая потом смывается                                   |             | бледная эластичная мякоть с несколькими дырочками размером с арахис | иногда добавляют тмин                                                                                  |
|             | Бло Кастелло англ. Castello Blue, дат.        | мягкий             |          | коровье сырое | 70 %     | с добавлением сливок | все регионы |                                                                     | грибной аромат, насыщенный сливочный вкус, пряное послевкусие.                                         |
|             | Самсо дат.                                    | полутвёрдый        |          | коровье       |          | вызревает 3-6 месяцев |             | сверху — золотистая корочка, покрытая парафином                     | молодой сыр — нежный и маслянистый, выдержанный имеет вкус фундука и кисло-сладкое острое послевкусие. |
|             | Хаварти дат. Havarti                          | полутвёрдый        |          | коровье       |          | жёлтый (жирность менее 50 %) или красный (жирность более 60 %) воск                                                                                 |             | упругий, эластичный                                                 | молодой сыр со сливочным, мягким свежим вкусом. Старый сыр приобретает остроту во вкусе.               |
|             | Эсром дат. Esrom                              | полутвёрдый        |          | коровье       |          | |             |                                                                     | Молодой сыр нежный, маслянистый и сладкий, со временем вкус становится более полным и даже резким      |

### Испания
| Изображение | Название                                  | Тип сыра                                | Молоко                           | Жирность | Особенности изготовления | Регион                           | Внешний вид               | Вкус |
| ----------- | ----------------------------------------- | --------------------------------------- | -------------------------------- | -------- | ------------------------ | -------------------------------- | ------------------------- | ---- |
|             | Бургосский сыр исп. Queso de Burgos (DOP) |                                         | овечье                           | 14,5 %   |                          | Бургос, Кастилия и Леон          | головка весит 1—2 кг      |      |
|             | Иборес исп. Ibores (DOP)                  | полутвёрдый нарезной                    | козье                            |          |                          | Касерес, Эстремадура             | головка весит 0,65—1,2 кг |      |
|             | Идиасабаль исп. Idiazábal (DOP)           | твёрдый нарезной                        | овечье сырое и пастеризованное   |          |                          | Страна Басков Наварра            | головка весит 1—3 кг      |      |
|             | Кабралес исп. Cabrales (DOP)              | полутвёрдый нарезной с голубой плесенью | коровье сырое, овечье или козье  | 45 %     |                          | Астурия                          | головка весит 1—3 кг      |      |
|             | Манчего исп. Manchego (DOP)               | твёрдый нарезной                        | овечье пастеризованное или сырое |          |                          | Кастилия — Ла-Манча              | головка весит 1—2 кг      |      |
|             | Махореро исп. Majorero (DOP)              | твёрдый нарезной                        | овечье пастеризованное или сырое |          |                          | Канарские острова                | головка весит 1—6 кг      |      |
|             | Ронкаль исп. Roncal (DOP)                 | твёрдый нарезной                        | овечье цельное                   | 45 %     |                          | долина Ронкаль, Наварра          | головка весит 2—3 кг      |      |
|             | Саморано исп. Zamorano (DOP)              | твёрдый нарезной                        | овечье пастеризованное           |          |                          | Самора, Кастилия и Леон          | головка весит 1,5—к кг    |      |
|             | Себреро исп. Cebreiro (DOP)               | нарезной                                | коровье сырое                    | 45 %     |                          | Пьедрафита-дель-Себреро, Галисия | головка весит 0,3—2 кг    |      |
|             | Тетилья исп. Tetilla (DOP)                | полутвёрдый нарезной                    | коровье                          | 50 %     |                          | Галисия                          | головка весит 0,5—1,5 кг  |      |

### Италия
| Изображение | Название                                                                 | Тип сыра                | Закваска                                                                                                | Молоко                                             | Жирность                                                                   | Особенности изготовления | Регион                                                                                | Внешний вид | Вкус                                                                                                 |
| ----------- | ------------------------------------------------------------------------ | ----------------------- | --- | -------------------------------------------------- | -------------------------------------------------------------------------- | --- | ------------------------------------------------------------------------------------- | --- | --- |
|             | Азиаго итал. Asiago (DOC)                                                | нарезной                | | коровье                                            | 34-44 %                                                                    | | Венеция                                                                               | | |
|             | Артаваджио итал. Artavaggio                                              | мягкий                  | | коровье пастеризованное                            | 45 %                                                                       | | Ломбардия                                                                             | | |
|             | Бель Пезе итал. Bel Paese                                                | полутвёрдый нарезной    | | коровье пастеризованное                            | 45 %                                                                       | | Ломбардия                                                                             | | |
|             | Битто итал. Bitto (DOC)                                                  | полутвёрдый нарезной    | | коровье и козье пастеризованное                    | 45 %                                                                       | | Ломбардия                                                                             | | |
|             | Боскайола итал. Boscaiola                                                | мягкий                  | | коровье пастеризованное                            | 50 %                                                                       | | Ломбардия                                                                             | | |
|             | Брешанелла итал. Brescianella                                            | мягкий                  | | коровье сырое                                      | 48 %                                                                       | | Ломбардия                                                                             | | |
|             | Буррата итал. Burrata                                                    | молодой сыр (моцарелла) | | коровье или буйволиное                             | 60 %                                                                       | изготавливается из молока и сливок; шарик, выложенный изнутри моцареллой, заливается сливками | Апулия, Кампания и Базиликата                                                         | шарик снаружи напоминает моцареллу, но внутри имеет сливочную консистенцию | |
|             | Горгондзола итал. Gorgonzola (DOC)                                       | мягкий                  | грибок пеницилла                                                                                        | коровье                                            |                                                                            | вызревает 2-4 месяца | Ломбардия                                                                             | внутри характерные зелёные полосы, следствие инъекций грибка внутрь сыра | островатый                                                                                           |
|             | Грана падано итал. Grana Padano (DO, 1955)                               | твёрдый                 | | коровье                                            |                                                                            | созревает до 18 месяцев | Венеция, Трентино — Альто-Адидже, Пьемонт, Ломбардия                                  | Головки сыра цилиндрические, диаметром 35-45 см, высотой 15-18 см. Масса головок от 24 до 40 кг. Корка тонкая, белая или слабо жёлтая. | солоноватый, пикантный вкус с лёгким ореховым оттенком                                               |
|             | Кастельманьо итал. Castelmagno (DOP)                                     | полутвёрдый c плесенью  | сычужный фермент                                                                                        | коровье, иногда с добавлением овечьего или козьего | 34 %                                                                       | молоко створаживают при температуре 35-38 °C, затем несколько раз прессуют в цилиндрических формах, солят. При созревании головки неоднократно переворачивают и обмывают, ускоряя развитие естественной микрофлоры, придающей сыру пикантный аромат. Созревает от 2 до 6 месяцев в естественных прохладных (10-12 °C) и влажных пещерах или хранилищах. Вызревший сыр содержит особый тип плесени зеленоватого цвета. | Пьемонт                                                                               | цилиндрические головки с округлыми боками диаметром 15-25 см, высотой 12-20 см, весом 2-7 кг, и характерным клеймом на поверхности. Корка тонкая, серо-красновато-жёлтая, у молодого сыра — гладкая, эластичная и ровная; с возрастом становится темнее, толще и покрывается морщинками. Мякоть — у молодого сыра перламутровобелая или цвета слоновой кости; с возрастом темнеет, становится жёлтой, с голубовато-зеленоватыми вкраплениями плесени. У молодого сыра текстура крошащаяся, у зрелого — плотная. | Вкус и запах молодого — тонкий, нежный, умеренно солёный; у зрелого — более сильный, яркий и острый. |
|             | Касу марцу итал. Casu marzu, casu modde, casu cundhídu, formaggio marcio | гнилой                  | |                                                    |                                                                            | делается из Пекорино Сардо, который доводится до состояния гниения, вызванного пищеварительной деятельностью личинок сырной мухи | Сардиния; продажа в Италии официально запрещена                                       | мягкий, выделяется жидкость, называемая lagrima; содержит живые личинки насекомых (небольшие, 8 мм, черви; прыгают в глаза) | острый                                                                                               |
|             | Качокавалло итал. Caciocavallo (PDO)                                     |                         | | коровье или овечье                                 |                                                                            | сырный сгусток растягивают до тех пор, пока он перестаёт рваться и становится волокнистым | Базиликата, Калабрия, Кампания, Молизе и Апулия                                       | капля слезы в жёсткой съедобной кожуре | похож на проволоне, мягкий и сладкий                                                                 |
|             | Качокавалло силано итал. Caciocavallo Silano (DOC)                       | нарезной                | | коровье пастеризованное                            | 44 %                                                                       | | юг Италии                                                                             | | |
|             | Маскарпоне итал. Mascarpone                                              | мягкий сливочный        | лимонный сок или белый винный уксус                                                                     | коровье или буйволиное (сливки)                    | 50 %                                                                       | | Ломбардия                                                                             | кремообразная консистенция | |
|             | Медоро                                                                   | твёрдый                 | | овечье пастеризованное                             | 49,5 %                                                                     | вызревает 120 дней | Сардиния                                                                              | белый или светло-жёлтый, с плотной текстурой; головки по 2,5-3 кг | сильный выраженный вкус, немного щиплет язык                                                         |
|             | Моцарелла итал. Mozzarella (DOP 1996)                                    | молодой сыр             | сычужный фермент                                                                                        | чёрных буйволиц (классическая); коровье            |                                                                            | созревает 3-4 дня | Кампания                                                                              | белые шарики, замоченный в рассоле; слоистый без пузырьков воздуха | нежный, пресноватый                                                                                  |
|             | Пармезан итал. Parmigiano Reggiano (AOC 1955)                            | твёрдый                 | | коровье сырое                                      |                                                                            | созревает 12-24 месяца | регион Эмилия-Романья                                                                 | твёрдая, зернисто-чешуйчатая, ломкая текстура; головка весит 38-40 кг, имеет диаметр 35 − 45 см, вся оболочка пармезана маркируется надписью Parmigiano Reggiano, выполненной в виде маленьких дырочек | необычно кислый вкус с оттенками                                                                     |
|             | Пекорино романо итал. Pecorino Romano (PDO 1996)                         | твёрдый                 | | овечье                                             | 40-46 %                                                                    | вызревает 8 месяцев и более, выдержанные сорта — более двух лет | Лацио, Сардиния                                                                       | жёлтый, твёрдый, крошится при нарезке | острый, солоноватый, пряный                                                                          |
|             | Пекорино сицилиано итал. Pecorino Siciliano (PDO 1996)                   | твёрдый                 | | овечье                                             | 40-46 %                                                                    | вызревает 8 месяцев и более, выдержанные сорта — более двух лет | Сицилия                                                                               | светло-жёлтый или жёлтый, твёрдый, крошится при нарезке | пряный вкус                                                                                          |
|             | Проволоне сладкий итал. Provolone dolce (PDO 1966)                       | полутвёрдый             | телячья липаза                                                                                          | коровье                                            | 26 %                                                                       | вызревает | Базиликата, Ломбардия, Кампания, Венеция                                              | текстура однородная, слегка шелковистая; корка мягкая, золотистого цвета; сырные головки в виде шара, груши с вертикальными перетяжками, массой от 5 кг | сладковатый                                                                                          |
|             | Проволоне пикантный итал. Provolone piccante (PDO 1966)                  | полутвёрдый             | козья липаза                                                                                            | коровье                                            | 25-30 %                                                                    | | Базиликата, Ломбардия, Кампания, Венеция                                              | масса плотная, однородная, кремовый или белый цвет; золотистая корочка | солёный, пикантный (часто продаётся в тёртом виде, как пармезан)                                     |
|             | Проволоне копчёный итал. Provolone affumate (PDO 1966)                   | полутвёрдый             | | коровье                                            |                                                                            | сыр слегка коптится дымом | Базиликата, Ломбардия, Кампания, Венеция                                              | | копчёный                                                                                             |
|             | Рикотта (итал. Ricotta)                                                  | мягкий                  | разогревание сыворотки (в индустриальном производстве используются лимонная, винная или соляная кислота | коровье, овечье, редко — козье                     | от 8 % в рикотте из коровьего молока, до 24 % в рикотте из овечьего молока | изготовляется из сыворотки | Лацио, Сицилия, Кампания, Апулия, Калабрия, Фриули-Венеция-Джулия, Ломбардия, Пьемонт | свежий сыр белый, похож на творог | имеет нежный сладковатый вкус, используется в кондитерских изделиях и десертах, соусах               |
|             | Рикотта романа итал. Ricotta Romana                                      | затвердевший            | разогревание сыворотки                                                                                  | коровье, овечье                                    |                                                                            | изготовляется из сыворотки, затем выдерживается | Лацио                                                                                 | | солёный вкус                                                                                         |
|             | Фонтина                                                                  |                         | |                                                    |                                                                            | |                                                                                       | | |

### Литва
| Изображение | Название            | Тип сыра                | Закваска         | Молоко  | Жирность        | Особенности изготовления                                           | Регион | Внешний вид                                                                       | Вкус                                      |
| ----------- | ------------------- | ----------------------- | ---------------- | ------- | --------------- | ------------------------------------------------------------------ | ------ | --------------------------------------------------------------------------------- | ----------------------------------------- |
|             | Дваро Dvaro         | твёрдый                 | сычужный фермент | коровье | 40 %—50 %       |                                                                    |        | в разрезе имеет рисунок небольших глазков неправильной формы                      | кисловатый сырный вкус                    |
|             | Джюгас Džiugas      | твёрдый выдержанный сыр | сычужный фермент | коровье | от 26 % до 40 % | выдерживается не менее трёх месяцев, некоторые сорта — больше года |        | желтоватый, похож на пармезан, но консистенция плотнее                            |                                           |
|             | Германтас Germantas | полутвёрдый             | сычужный фермент |         | 48 %            |                                                                    |        |                                                                                   |                                           |
|             | Гоюс                | твёрдый                 | сычужный фермент | коровье | 48 %            |                                                                    |        | плотной консистенции                                                              |                                           |
|             | Нямунас             | мягкий                  |                  |         |                 |                                                                    |        |                                                                                   |                                           |
|             | Паланга Palanga     | полутвёрдый             | сычужный фермент | коровье | 40 %            |                                                                    |        | пластичный, в разрезе имеет рисунок небольших глазков неправильной формы          | кисловатый                                |
|             | Рокишкис Rokiškis   | полутвёрдый             | сычужный фермент |         | 45 %            |                                                                    |        | Светло-жёлтый, округлой сплюснутой, овальной формы, имеет мелкие глазки           | кисловатый                                |
|             | Сваля Svalia        | полутвёрдый             | сычужный фермент | коровье | 40 %-45 %       |                                                                    |        | светло-жёлтый, с мелкими дырочками                                                |                                           |
|             | Тильжес Tilžės      | полутвёрдый             | сычужный фермент | коровье | 38 %-50 %       |                                                                    |        | интенсивный жёлтый цвет; в разрезе множество небольших глазков неправильной формы | выраженный сырный, слегка кисловатый вкус |
|             | Литовский тминный   | мягкий                  |                  | коровье | 45 %            | созревает не менее 2 месяцев                                       |        | светло-жёлтый; по всей массе распределяются тминные зёрна                         | выраженный вкус тмина                     |

### Мальта
| Изображение | Название              | Тип сыра | Закваска         | Молоко           | Жирность | Особенности изготовления | Регион | Внешний вид              | Вкус |
| ----------- | --------------------- | -------- | ---------------- | ---------------- | -------- | --- | ------ | ------------------------ | --- |
|             | Джбейна мальт. Ġbejna |          | Сычужный фермент | овечье или козье |          | Существует три основные разновидности джбейна — свежий (мальт. ġbejniet friski), сушёный (мальт. ġbejniet moxxi) и с перцем (мальт. ġbejniet tal-bżar) | Гоцо   | Небольшой, круглой формы | Свежий сыр имеет тонкий сливочный вкус. Сушёный — пикантный с ноткой мускатного ореха. С перцем — острый, ярко выраженный, пикантный |

### Нидерланды
| Изображение | Название       | Тип сыра    | Закваска | Молоко  | Жирность | Особенности изготовления                     | Регион                         | Внешний вид | Вкус                                                                                            |
| ----------- | -------------- | ----------- | -------- | ------- | -------- | -------------------------------------------- | ------------------------------ | --- | ----------------------------------------------------------------------------------------------- |
|             | Гауда          |             |          | коровье | 48-51 %  |                                              |                                | жёлтого цвета |                                                                                                 |
|             | Граскаас       | мягкий      |          | коровье |          |                                              |                                | |                                                                                                 |
|             | Лейденский сыр | полутвёрдый |          | коровье |          |                                              |                                | Структура суховатая, цвет тёмно-жёлтый. Головка плоская, круглая, напоминает «Гауду».                                 | острый вкус, добавлены тмин, гвоздика и другие приправы                                         |
|             | Маасдам        |             |          |         |          |                                              | Маасдам                        | |                                                                                                 |
|             | Паррано        | полутвёрдый |          | коровье |          |                                              |                                | |                                                                                                 |
|             | Роомано        | твёрдый     |          | коровье | 48 %     |                                              | Фрисландия                     | |                                                                                                 |
|             | Эдамер, Эдам   |             |          | коровье |          | твёрдый Эдамер выдерживается более 17 недель | Северная Голландия (провинция) | головка шарообразная, покрыта парафином; цвет бледно-жёлтый. Цвет покрытия — жёлтый, красный или чёрный (твёрдый сыр) | молодой сыр неострый, слегка сладковатый, с ореховым привкусом. Зрелый — более сухой и солёный. |
|             |                |             |          |         |          |                                              |                                | |                                                                                                 |

### Норвегия
| Изображение | Название                                               | Тип сыра                   | Закваска                                | Молоко                         | Жирность | Особенности изготовления | Регион            | Внешний вид                                                                 | Вкус |
| ----------- | ------------------------------------------------------ | -------------------------- | --------------------------------------- | ------------------------------ | -------- | --- | ----------------- | --------------------------------------------------------------------------- | --- |
|             | Брюнуст норв. Brunost                                  | полутвёрдый                | сыворотка                               | козье или коровье или их смесь |          | молоко, сливки и молочную сыворотку кипятят вместе несколько часов, пока вода не испарится, а сахар из молока превращается в карамель | Гудбрандсдал      | плотная коричневая масса без дырочек, податливо нарезается на ломтики       | сладковатый |
|             | Гейтуст норв. Geitost или Gjetost, Ekte Geitost)       | полутвёрдый (вид брюнуста) | сыворотка                               | козье                          |          | изготавливается из сыворотки |                   | коричневатый цвет                                                           | сладкий, карамельный |
|             | Гудбрандсдален (Гудбрансдалуст) норв. Gudbrandsdalsost | полутвёрдый (вид брюнуста) | сыворотка                               | коровье 90 %, козье 10 %       |          | |                   | коричневатый цвет                                                           | сладкий, карамельный, с характерным привкусом козьего сыра                                                                   |
|             | Риддер (сыр) норв. Ridder                              | полутвёрдый                | Brevibacterium linens, сычужный фермент | коровье пастеризованное        | 60 %     | | Западная Норвегия | без глазков, желтовато-серого цвета; в оранжевом воске                      | ароматный, пикантный, острый                                                                                                 |
|             | Снофриск норв. Snøfrisk                                | сливочный                  |                                         | козье 80 % коровьи сливки 20 % |          | | Лиллехаммер       | в пластиковых пачках пирамидальной формы                                    | характерный вкус сыра из козьего молока                                                                                      |
|             | Снёфриск полутвёрдый норв. Snøfrisk                    | полутвёрдый                |                                         | козье пастеризованное          |          | |                   | маленькие круглые глазки, белого цвета, текстура мягкая                     | яркий, немного кислый, богатый и характерный                                                                                 |
|             | Флётемюсуст норв. Fløtemysost или норв. Fløytemysost   | полутвёрдый (вид брюнуста) | сыворотка                               | коровье                        | 33 %     | |                   |                                                                             | мягкий, лёгкий карамельный привкус с небольшой кислинкой                                                                     |
|             | Ярлсберг (сыр) англ. Jarlsberg                         | полутвёрдый                | сычужный фермент                        | коровье пастеризованное        |          | Молодой Ярлсберг зреет 2-3 месяца; более старый Ярлсберг зреет более 1 года и продаётся под маркой «Jarlsberg Special Reserve»        |                   | корочка из жёлтого воска, на срез однородного жёлтого цвета, крупные глазки | сладковатый пикантный вкус, молодой сыр — с лёгкими пикантными нотками лимонной цедры, старый — более сильный и богатый вкус |
|             |                                                        |                            |                                         |                                |          | |                   |                                                                             | |

### Польша
| Изображение | Название             | Тип сыра     | Закваска     | Молоко       | Жирность     | Особенности изготовления | Регион       | Внешний вид  | Вкус         |              |
| ----------- | -------------------- | ------------ | ------------ | ------------ | ------------ | ------------------------ | ------------ | ------------ | ------------ | ------------ |
|             | Осцыпек пол. oscypek | см. Оштьепок | см. Оштьепок | см. Оштьепок | см. Оштьепок | см. Оштьепок             | см. Оштьепок | см. Оштьепок | см. Оштьепок | см. Оштьепок |

### Португалия
| Изображение | Название                         | Тип сыра                | Закваска | Молоко        | Жирность | Особенности изготовления        | Регион           | Внешний вид                                                                         | Вкус |
| ----------- | -------------------------------- | ----------------------- | -------- | ------------- | -------- | ------------------------------- | ---------------- | ----------------------------------------------------------------------------------- | ---- |
|             | Азейтано порт. Azeitão           | полутвёрдый нарезной    |          | овечье свежее | 45 %     |                                 | Сетубал          |                                                                                     |      |
|             | Сантарем порт. Santarém          |                         |          | козье         |          |                                 | Сантарен         |                                                                                     |      |
|             | Сан-Жоржи порт. queijo São Jorge | твёрдый или полутвёрдый |          | коровье       |          |                                 | остров Сан-Жоржи | Головка весит 7-12 кг, имеет тёмно-жёлтую корочку, которая иногда покрыта парафином |      |
|             | Салойо порт. Saloio              | твёрдый                 |          | овечье        |          | изготавливается вообще без соли | Понте-ду-Рол     | небольшие цилиндры шириной 5 см и высотой 6 см                                      |      |

### Россия[21]
| Изображение | Название        | Тип сыра                | Закваска | Молоко                                       | Жирность      | Особенности изготовления | Регион                                                                                 | Внешний вид                                          | Вкус |
| ----------- | --------------- | ----------------------- | --- | -------------------------------------------- | ------------- | --- | -------------------------------------------------------------------------------------- | ---------------------------------------------------- | --- |
|             | Адыгейский сыр  | мягкий рассольный       | нагретое молоко сквашивается болгарской палочкой, сыворотками, уксусом, лимонной кислотой или другими заквасками | Только из коровьего, пастеризованного молока | от 14 до 40 % | в пастеризованное при 93-95С молоко вносят кислую сыворотку, затем сыворотку сливают, а сыр подвергают самопрессованию, солят и обсушивают несколько часов                             | производится в самой Адыгее; также производится различными сыродельнями по всей России | белый, рыхлый                                        | нежный, несолёный (допускается слегка кисловатый привкус и запах пастеризации)                                              |
|             | Коралл (сыр)    | плавленый               | | коровье                                      |               | | несколько предприятий                                                                  | кремообразная розовая масса                          | слегка пряный, с привкусом креветок и чёрного перца                                                                         |
|             | Омичка (сыр)    | плавленый               | | коровье                                      |               | | Омск                                                                                   | кремообразная белая масса                            | молочно-сливочный, сладкий                                                                                                  |
|             | Российский сыр  | полутвёрдый             | сычужный фермент, мезофильные молочнокислые бактерии                                                             | коровье пастеризованное                      |               | | несколько предприятий                                                                  | жёлтого цвета, с мелкими дырочками                   | слегка кисловатый |
|             | Пошехонский сыр | полутвёрдый             | сычужный фермент                                                                                                 | коровье пастеризованное                      | 45 %          | Низкая температура второго нагревания. Продолжительность созревания — 30-45 суток | несколько предприятий                                                                  | цвет от белого до светло-жёлтого с мелкими дырочками | Чистый умеренно выраженный сырный вкус, слегка пряный и кисловатый, с запахом пастеризации                                  |
|             | Советский сыр   | твёрдый                 | сычужный фермент                                                                                                 | коровье пастеризованное                      | 50 %          | Короткий срок созревания (для твердого сыра) — 3-4 месяца | на Алтае и в других регионах России                                                    | цвет светло-жёлтый                                   | |
|             | Костромской сыр | твёрдый                 | |                                              |               | |                                                                                        |                                                      | |
|             | Балкарский сыр  | полутвердый, рассольный | сычужный фермент                                                                                                 | пастеризованное молоко                       | 15-40 %       | в нагретое до температуры 85-95 °C молоко вносят сычужный фермент, затем сыворотку сливают, а сыр подвергают самопрессованию, солят, а затем отправляют на дозревание в солёный тузлук | на Кавказе (преимущественно в Кабардино-Балкарии и Карачаево-Черкессии)                | белый, пористо-рыхлый                                | умеренно выраженный, слегка кисло-солёный вкус. По мере созревания сыра, во вкусе начинают преобладать характерная горчинка |
|             | Пикантный       |                         | |                                              |               | |                                                                                        |                                                      | |
|             | Голландский сыр |                         | |                                              |               | |                                                                                        |                                                      | |
|             | Зелёный сыр     | кисломочный             | сычужный фермент                                                                                                 | обезжиренное молоко (пахта)                  | 1,4 %         | Обезжиренное молоко сворачивается сывороткой, настаивается на пажитнике, высушивается и мелко натирается. Рецепт был привезен Верещагиным из Швейцарии в 1868 году.                    | Ярославская область, Москва                                                            | Зелёного цвета сухой порошок.                        | |
|             | Угличский сыр   | полутвёрдый             | | коровье, пастеризованное                     | 45%           | | Углич                                                                                  |                                                      | |

### Словакия
| Изображение | Название                  | Тип сыра          | Молоко                 | Особенности изготовления                                                                         | Регион         | Внешний вид                                                                               | Вкус                                                | Производитель |
| ----------- | ------------------------- | ----------------- | ---------------------- | ------------------------------------------------------------------------------------------------ | -------------- | ----------------------------------------------------------------------------------------- | --------------------------------------------------- | ------------- |
|             | Брынза (Bryndza PGI)      | свежий            | овечье, козье, коровье | вызревает 4 недели и дольше                                                                      | по всей стране | головка в форме кирпичика весом 100—300 г, длина 7,5-12 см, ширина 5-10 см, высота 3,5 см | напоминает фету, но более мягкий и не такой соленый |               |
|             | Корбачик словац. Korbáčik |                   | овечье сырое           |                                                                                                  | Липтов, Орава  | тонкие волокна, сплетённые в косички. упругий, желтоватый                                 | копчёный или некопчёный                             |               |
|             | Оштьепок словац. Oštiepok | твердый, копчёный | овечье сырое           | Деревянные формы имеют приблизительно одинаковый размер и в среднем головка весит около 750 г.   | Татры          | упругий, желтоватый; головка эллиптической формы                                          |                                                     | разные        |
|             | Пареница словац. Parenica |                   | овечье сырое           | формируется в виде лент, которые потом выдерживаются в солёной воде и сматываются в тугой клубок |                | упругий, желтоватый                                                                       | копчёный или некопчёный                             |               |
|             |                           |                   |                        |                                                                                                  |                |                                                                                           |                                                     |               |

### Хорватия
| Изображение | Название                    | Тип сыра    | Закваска | Молоко        | Жирность | Особенности изготовления                                                              | Регион                        | Внешний вид                             | Вкус |
| ----------- | --------------------------- | ----------- | -------- | ------------- | -------- | ------------------------------------------------------------------------------------- | ----------------------------- | --------------------------------------- | ---- |
|             | Пажский сыр хорв. Paški sir | твёрдый сыр | сырная   | овечье        |          | добавляется оливковое масло, вызревает в течение 2-х месяцев                          | Северная Далмация, остров Паг |                                         |      |
|             | Турош хорв. Turoš           |             |          | коровье сырое |          | производится из зернистого творога с добавлением соли и паприки, коптится или вялится | Меджимурье                    | Коническая форма, цвет светло-оранжевый |      |

### Чехия
| Изображение | Название                                           | Тип сыра                    | Закваска | Молоко        | Жирность | Особенности изготовления | Регион           | Внешний вид                                 | Вкус |
| ----------- | -------------------------------------------------- | --------------------------- | -------- | ------------- | -------- | ------------------------ | ---------------- | ------------------------------------------- | ---- |
|             | Гермелин чеш. Hermelín                             | мягкий сыр с белой плесенью |          | коровье       |          |                          |                  | Текстура мягкая, бледная с плотной корочкой |      |
|             | Оломоуцкие сырки чеш. Olomoucké tvarůžky / syrečky |                             |          | коровье сырое |          | производится из творога  | северная Моравия | Текстура упругая желтоватая                 |      |

### Швейцария
| Изображение | Название                                                                                   | Тип сыра                   | Закваска                      | Молоко                 | Жирность      | Особенности изготовления | Регион                                   | Внешний вид | Вкус                                                   |               |
| ----------- | ------------------------------------------------------------------------------------------ | -------------------------- | ----------------------------- | ---------------------- | ------------- | --- | ---------------------------------------- | --- | ------------------------------------------------------ | ------------- |
|             | Аппенцеллер нем. Appenzeller                                                               | твёрдый                    |                               | коровье                | до 50 %       | пропитывается белым вином или сидром во время созревания; в сыр могут добавляться травы и пряности; вызревает от 3-4 месяцев (классический) или более полугода (экстра) | кантоны Аппенцелль, Сент-Галлен и Тургау | сырная масса плотная, без отверстий, белая или светло-жёлтая | сильный запах, ореховый или фруктовый вкус             |               |
|             | нем. Berner Alpkäse                                                                        |                            |                               |                        |               | |                                          | |                                                        |               |
|             | нем. Bündner Bergkäse                                                                      |                            |                               |                        |               | |                                          | |                                                        |               |
|             | нем. Büsciun da cavra                                                                      |                            |                               |                        |               | |                                          | |                                                        |               |
|             | Вашрен-Мон-д’Ор фр. Vacherin Mont d'Or AOC 2003                                            | мягкий с промытой корочкой | сычужная закваска             | коровье пастеризованое | 45 %          | производят между 15 августа и 15 марта; сыр созревает в подвале при температуре 15° С, где его периодически поворачивают и протирают рассолом                           | Во (кантон)                              | Головка сыра имеет плоскую круглую форму, перетянута обручем из еловой коры и бывает двух типов: маленькая и большая. Головка покрыта влажной корочкой золотистого или красноватого цвета, на которой отпечаталась ткань. Слегка кисловатая мякоть цвета слоновой кости очень мягкая, почти текучая. | приятный сливочный вкус, отдающий хвоей и шампиньонами |               |
|             | Вашрен Фрибуржуа нем.                                                                      |                            |                               |                        |               | |                                          | |                                                        |               |
|             | нем. Gala                                                                                  |                            |                               |                        |               | |                                          | |                                                        |               |
|             | Грюйер фр. Gruyère (AOC 2001)                                                              | твёрдый                    |                               | коровье сырое          |               | вызревает 5-12 месяцев | кантон Фрибур, регион Грюйер             | жёлтый, твёрдый сыр без дырок | острый пикантный аромат и слегка ореховый вкус         |               |
|             | фр. Cloche des Alpes                                                                       |                            |                               |                        |               | |                                          | |                                                        |               |
|             | фр. L'Etivaz                                                                               |                            |                               |                        |               | |                                          | |                                                        |               |
|             | нем. Mutschli                                                                              |                            |                               |                        |               | |                                          | |                                                        |               |
|             | Раклет (см. Раклет) нем.                                                                   |                            |                               |                        |               | |                                          | |                                                        |               |
|             | фр. Reblochon                                                                              |                            |                               |                        |               | |                                          | |                                                        |               |
|             | фр. Rose des Alpes                                                                         |                            |                               |                        |               | |                                          | |                                                        |               |
|             | Сбринц нем. Sbrinz (AOC)                                                                   | твёрдый                    |                               | коровье                | 45 %          | созревает 16-36 месяцев | кантоны Люцерн, Обвальден, Нидвальден    | Плоские круглые головки имеют 50-70 см в диаметре, весят около 40 кг. Мякоть желтоватая, корочка тёмно-золотого цвета |                                                        |               |
|             | Тет-де-муан фр.                                                                            |                            |                               |                        |               | |                                          | |                                                        |               |
|             | Швейцарский тильзитер нем.                                                                 | См. Тильзитер              | См. Тильзитер                 | См. Тильзитер          | См. Тильзитер | См. Тильзитер | См. Тильзитер                            | См. Тильзитер | См. Тильзитер                                          | См. Тильзитер |
|             | фр. Tomme vaudoise                                                                         |                            |                               |                        |               | |                                          | |                                                        |               |
|             | итал. Formaggini                                                                           |                            |                               |                        |               | |                                          | |                                                        |               |
|             | Хобельказе нем. Berner Hobelkäse (АОС)                                                     | твёрдый                    |                               | коровье сырое          |               | созревает 18-30 месяцев | Берн                                     | |                                                        |               |
|             | Шабцигер нем. Schabziger (АОС)                                                             | твёрдый                    | лимонная или уксусная кислота | коровье сырое          |               | созревает 2-6 месяцев | Гларус                                   | зелёный, цвет приобретает благодаря добавлению в молоко ростков пажитника |                                                        |               |
|             | Эмменталь (Эмменталер, Швейцарский сыр) нем. Emmentaler, нем. Emmentaler Switzerland (AOC) | полутвёрдый                |                               | коровье сырое          |               | созревает 2-12 месяцев | долина реки Эмме, кантон Берн            | Головка весит в среднем 75 кг; характерные крупные полости | пикантный, пряный сладковатый вкус                     |               |
|             |                                                                                            |                            |                               |                        |               | |                                          | |                                                        |               |

## Северная Америка

### Канада
Французские колонисты изготовили первый сыр в Канаде в 1635 году. На протяжении истории страны иммигранты из Европы, Ближнего Востока и Индии привозили в Канаду рецепты сыров со своей родины и увеличивали разнообразие сырной карты страны. До 1900-х годов канадский сыр производился либо мелкими фермами для местного рынка, либо промышленными гигантами, изготавливавшими огромные бруски острого чеддера. В конце XX века началось возрождение кустарного сыроделия, так что в начале 2000-х в Канаде уже более 200 компаний производили различные сыры.
| Изображение | Название                                                          | Тип сыра           | Молоко                    | Особенности изготовления                                                                              | Регион                                  | Внешний вид | Вкус | Производитель                      |
| ----------- | ----------------------------------------------------------------- | ------------------ | ------------------------- | --- | --------------------------------------- | --- | --- | ---------------------------------- |
|             | Аллегретто фр. Allegretto                                         | полумягкий         | овечье                    | вызревает 60-75 дней                                                                                  | Ла Сарр, Квебек                         | колесо весом 3,5 кг, диаметр 30 см, высота 10 см | ореховый аромат, сладкий, насыщенный вкус                                                                       | Fromagerie La Vache a Maillotte    |
|             | Бейби Блю англ. Baby Blue                                         | голубой            | коровье                   | вызревает 30-45 дней                                                                                  | Солт Спринг Айленд, Британская Колумбия | цилиндр весом 160 г, диаметр 5 см, высота 5 см, мякоть жёлтого цвета                                                                                               | сладкий молочный аромат с нежным вкусом голубой плесени                                                         | Moonstruck Organic Cheese          |
|             | Блё Бенедектэн фр. Bleu Benedictin                                | с голубой плесенью | коровье                   | вызревает 3-5 месяцев                                                                                 | Сен-Бенуа-дю-Лак, Квебек                | колесо весом 1,8 кг, диаметр 20 см, высота 10 см | аромат соли и плесени, острый вкус                                                                              | Abbaye Saint-Benoit-du-Lac         |
|             | Букетэн де Портнёф фр. Bouquetin de Portneuf                      | свежий выдержанный | козье                     | вызревает от 10 до 60 дней; в основе рецепта этого кустарного сыра — французский кроттэн де шавиньоль | Сен-Раймон де Портнёф, Квебек           | цилиндр весом 95 г, диаметр 5 см, высота 5 см | молодой сыр жирный, с травяным ароматом, зрелый сыр покрывается серой плесневой корочкой и имеет пикантный вкус | Ferme Tourilli                     |
|             | Викис Спринг Сплендор англ. Vicky's Spring Splendour              | мягкий белый       | козье                     | вызревает 30 дней, выдерживается в подземных пещерах                                                  | Уопус, Онатрио                          | полено весом 120 г, длиной 10 см, высотой 5 см, покрыт смесью душистых трав                                                                                        | свежее кислое послевкусие с растительным оттенком                                                               | Fifth Town Artisan Cheese          |
|             | Драгонс Брис Блю англ. Dragon's Breath Blue                       | голубой            | коровье                   | вызревает 30-45 дней                                                                                  | Аппер Икономи, Новая Шотландия          | цилиндр весом 200 г, диаметр 6 см, высота 7,5 см, покрыта толстым слоем чёрного воска                                                                              | легкий и сливочный солёный вкус, аромат плесени                                                                 | That Dutchmann’s Farm              |
|             | Комфорт Крим англ. Comfort Cream                                  | мягкий белый       | коровье                   | вызревает 30-45 дней                                                                                  | Джордан Стейшн, Онтарио                 | колесо весом 300 г, диаметр 15 см, высота 4 см | похож на камамбер, теплый жёлтый цвет, грибной аромат, нежный вкус, похожий на сливочное масло                  | Upper Canada Cheese Company        |
|             | Ла Барр дю Жур фр. La Barre du Jour                               | ароматизированный  | козье                     | вызревает 45-60 дней; по технологии изготовления похож на швейцарский раклетт, но из козьего молока   | Мон-Лорье, Квебек                       | колесо весом 1,7 кг, диаметр 20 см, высота 4 см; тонкий слой перца чили делит голову пополам (подобно французскому пряному сорту морбье)                           | мягкий вкус с острым, пряным послевкусием                                                                       | Fromagerie Le P’titTrain du Nord   |
|             | Ла Соважин фр. La Sauvagine                                       | полумягкий         | коровье                   | вызревает 30-45 дней; в сыр добавляется двойная порция сливок, и головку моют в рассоле               | Сент-Раймон-де-Портнеф, Квебек          | колесо весом 1 кг, диаметр 20 см, высота 3 см; мытая оранжевая корка, покрытая налётом белой плесени                                                               | почти жидкая, жирная и маслянистая консистенция; сливочный вкус с грибным оттенком                              | La Fromagerie Alexis de Portneuf   |
|             | Ле Делис дес Аппалаж фр. Le Delice des Appalaches                 | полумягкий         | коровье                   | вызревает 45-60 дней, моется местным ледяным сидром (напиток из мороженых яблок)                      | Плессвилль, Квебек                      | прямоугольная головка весом 200 г, длина 12 см, ширина 20 см, высота 5 см, покрыт бледной розово-оранжевой коркой                                                  | бархатистая консистенция, яблочно-ореховый аромат, мягкий вкус                                                  | Fromagerie Eco-Delices             |
|             | Ле Кебанон фр. Le Cabanon                                         | свежий выдержанный | овечье                    | вызревает 30 дней                                                                                     | Сент-Элен де Шестер, Квебек             | круглая головка весом 130 г, диаметр 10 см, высота 4 см; готовый сыр заворачивается в кленовые или виноградные листья, замоченные в каком-либо алкогольном напитке | нежная мякоть, долгий травяной вкус                                                                             | Fromagerie La Moutonniere          |
|             | Ле Кру дес Эрабль фр. Le Cru des Erables                          | полумягкий         | коровье                   | вызревает 45-60 дней, промывается местным ликером из кленового сока                                   | Мон-Лорьер, Квебек                      | колесо весом 1 кг, диаметр 20 см, высота 3 см, бледная розово-оранжевая корка                                                                                      | мягкая однородная консистенция с ароматом амбара, в котором варят кленовый сок                                  | Les Fromages de l’Erabliere        |
|             | Ле Пайассон де Иль д’Орлеан фр. Le Paillasson de l'isle d'Orleans | свежий             | коровье                   | вызревает 3-10 дней                                                                                   | Иль д’Орлеан, Квебек                    | диск весом 115 г, диаметр 7 см, высота 1 см | твердая, влажная мякоть, лимонно-сладкий вкус с солоноватым привкусом                                           | Les Fromages de l’isle d’Orleans   |
|             | Ле Сабо де Бланшетт фр. Le Sabot de Blanchette                    | свежий выдержанный | козье                     | вызревает 30-45 дней; за образец взяты сыры долины Луары                                              | Сент-Рок-де-лАшиган, Квебек             | пирамида весом 150 г, тонкая морщинистая корка с голубой плесенью                                                                                                  | шелковистая консистенция, нежный сладкий вкус                                                                   | Fromagerie La Suisse Normande      |
|             | Ле Сендре де Пре фр. Le Cendre des Pres                           | мягкий белый       | коровье                   | вызревает 45-55 дней; покрывают слоем золы                                                            | Бертьервиль, Квебек                     | колесо весом 1,5 кг, диаметр 20 см, высота 4 см, мягкая корка напоминает губку                                                                                     | мягкая сливочная мякоть со сладким ароматом                                                                     | Fromagerie Domaine Feodale         |
|             | ОКА классик фр. OKA Classique                                     | полумягкий         | коровье                   | вызревает 45-75 дней                                                                                  | Ока, Квебек                             | колесо весом 2,5 кг, диаметр 25 см, высота 5 см, покрыт липкой коркой цвета мандарина                                                                              | ореховый солёный аромат                                                                                         | молочный кооператив Agropur        |
|             | Олд Гриззли англ. Old Grizzly                                     | твердый            | коровье                   | вызревает 2 года                                                                                      | Ред Дир, Альберта                       | колесо весом 10 кг, диаметр 36 см, высота 10 см; светло-коричневый цвет                                                                                            | сладкий, пикантный вкус                                                                                         | Sylvan Star Cheese                 |
|             | Престиж фр. Prestige                                              | свежий выдержанный | коровье                   | вызревает 45-60 дней                                                                                  | Шатоки, Квебек                          | колесо весом 1,8 кг, диаметром 17,5 см, высотой 12,5 см; головка покрыта золой из древесины оливы, поверх которой растет белая и серая плесень                     | плотная однородная мякоть, свежий, ароматный вкус                                                               | Fromages Chaput                    |
|             | Пьясер фр. Piacere                                                | ароматизированный  | овечье                    | вызревает 30-45 дней                                                                                  | Миллбенк, Онтарио                       | колесо весом 750 г, диаметр 20 см, высота 2,5 см; посыпается розмарином, чабрецом, ягодами можжевельника, перцем чили; покрыт налётом серо-зелёной плесени         | похож на корсиканский флёр дю маки; сливочная, мягкая консистенция, нежный, сладковатый вкус                    | Monforte Dairy                     |
|             | Севен-Еа-Олд Оранж Чеддер англ. Seven-Year-Old Orange Cheddar     | твердый            | коровье                   | вызревает 7 лет; окрашивается пигментом аннато                                                        | Пайн Ривер, Онтарио                     | брусок весом 2,5 кг, длина 30 см, ширина 25 см, высота 45 см | твердая, сухая, ломкая мякоть с очень острым, резким вкусом                                                     | Pine River Cheese and Butter Co-op |
|             | Сьёр де Дюплесси фр. Sieur de Duplessis                           | твердый            | не пастеризованное овечье | осадок прессуется, промывается в рассоле, затем вызревает 3-9 месяцев                                 | Сент-Мари-де-Кен, Нью-Брансвик          | колесо весом 2 кг, диаметр 20 см, высота 10 см; крапчатая золотисто-коричневая корка                                                                               | бледно-жёлтая сладкая мякоть с ореховыми и цветочными нотками во вкусе, мясное послевкусие                      |                                    |
|             | Харвест Мун англ. Harvest Moon                                    | полумягкий         | коровье                   | вызревает 30-40 дней, производится только в полнолуние                                                | Пентиктон, Британская Колумбия          | колесо весом 190 г, диаметр 10 см, высота 2,5 см, бледно-оранжевая корка                                                                                           | бледно-жёлтый сыр с ароматом сливочного масла                                                                   | Poplar Grove Cheese Company        |
|             | Чеддер Кардс англ. Cheddar Curds                                  | свежий             | коровье, козье, овечье    | лучше всего употреблять в течение 48 часов с момента изготовления                                     | по всей стране                          | порционно | «скрипучий» свежий белый либо оранжевый непрессованный осадок                                                   | разные                             |
|             | Эвонлеа Клосбаунд Чеддер англ. Avonlea Clothbound Cheddar         | твердый            | коровье                   | вызревает 12-18 месяцев                                                                               | Шарлоттентаун, о. Принца Эдуарда        | цилиндр весом 8 кг, диаметр 24 см, высота 20 см; серо-зелёная корка с отпечатком ткани                                                                             | фруктово-ореховый аромат, вкус с нотами душистых трав                                                           | Cows Inc.                          |

### США
В Северной Америке сыры начали делать первые поселенцы в XVII веке. Так как они прибывали в Новый Свет из разных стран, то изготавливали сыры они по самым разным рецептам: испанским, голландским, швейцарским, французским, английским. Однако промышленное производство сыров началось лишь в середине XIX века, главным образом в штате Висконсин, в котором климат и обширные пастбища отлично подходили для молочного животноводства. В наши дни сотни крупных молокозаводов изготавливают сыры по классическим европейским рецептам, а в сотнях небольших сыроварен изготавливают оригинальные крафтовые сыры.
| Изображение | Название                                                                  | Тип сыра                         | Молоко                                                                                       | Особенности изготовления | Регион                      | Внешний вид | Вкус | Производитель |
| ----------- | ------------------------------------------------------------------------- | -------------------------------- | -------------------------------------------------------------------------------------------- | --- | --------------------------- | --- | --- | --- |
|             | 5 Споук Кримери Браунинг Голд англ. 5 Spoke Creamery Browning Gold        | твердый                          | коровье                                                                                      | вызревает 24 месяца | Порт-Честер, Нью-Йорк       | цилиндр весом 4-4,9 кг, диаметр 16 см, высота 19 см | сливочный вкус и мякоть, напоминающая чеддер | 5 Spoke Creamery |
|             | Альпин Лейкс Крими Блё англ. Alpine Lakes Creamy Bleu                     | голубой                          | овечье                                                                                       | вызревает 2-3 месяца | Ливенворт, Вашингтон        | круглая головка весом 225 г, диаметр 6 см, высота 5 см | жирная, однородная сливочная мякоть с прожилками плесени | Alpine Lakes Sheep Cheese |
|             | Анданте Дейри Пиколо англ. Andante Dairy Picolo                           | мягкий белый                     | коровье (смесь молока коров джерсийской породы и крем-фреша)                                 | вызревает 2-4 недели; в молоко добавляется тройная порция сливок | Петалума, Калифорния        | круглая головка весом 125 г, диаметр 5 см, высота 4 см | приятный кисло-сладкий вкус | Andante Dairy |
|             | Ап ин Смоук англ. Up in Smoke                                             | свежий                           | козье                                                                                        | вызревает 1-3 недели; копчёный сыр, который заворачивают в копчёные кленовые листья, сбрызнутые бурбоном | Логсден, Орегон             | брусок весом 140 г, диаметр 7 см, высота 5 см | сливочная консистенция, лимонный вкус | River’s Edge Chevre |
|             | Аппалачиан англ. Appalachian                                              | полумягкий                       | коровье                                                                                      | вызревает 60 дней | Галакс, Вирджиния           | колесо весом 4,5 кг, диаметр 29 см, высота 5 см | напоминает французский сыр томм; нежный и свежий вкус с растительными оттенками и пряным послевкусием                                                                    | Meadow Creek Diary |
|             | Барли Базд англ. Barely Buzzed                                            | ароматизированный                | коровье (коров джерсийской породы)                                                           | вызревает 3-4 месяца; натирается смесью южноамериканского индонезийского кофе тонкого помола, бутонов французской лаванды и растительного масла; выдерживается в природных пещерах на досках местной голубой сосны | Юинта, Юта                  | колесо весом 4,1-5 кг, диаметр 25 см, высота 7,5 см | напоминает чеддр; ореховый вкус с оттенками сливочной ириски, карамели и кофе                                                                                            | BeehiveCheese Company |
|             | Бейли Хезен Блю англ. Bayley Hazen Blue                                   | голубой                          | коровье (молоко коров эрширской породы)                                                      | вызревает 4-6 месяцев | Гринсборо, Вермонт          | барабан весом 1,8 кг, диаметр 15 см, высота 23 см | сливочный вкус с перечным вкусом плесени и долгим послевкусием | Jasper Hill Farm |
|             | Белвезер Фармс Крещенца англ. Bellwether Farms Crescenza                  | свежий                           | коровье (молоко коров джерсийской породы)                                                    | вызревает 1 неделю; изготавливается вручную | Петалума, Калифорния        | квадратная головка весом 1,5 кг, длина 30 см, высота 1 см | сливочный вкус с приятным терпким дрожжевым послевкусием; прообраз — итальянский сыр крещенца                                                                            | Bellwether Farms |
|             | Бель Шевр фр. Belle Chevre                                                | свежий                           | козье                                                                                        | свежий сыр | Элкмонт, Алабама            | полено весом 225 г, диаметр 2,5 см, длина 5 см | богатый терпкий вкус с нотами трав | Fromagerie Belle Chevre |
|             | Биг Айланд Фета англ. Big Island Feta                                     | свежий                           | козье                                                                                        | вызревает 3-12 недель | Хонокаа, Гавайи             | брусок весом 450 г, размер различный | приятный, слегка резковатый вкус с оттенком тропических растений | Hawaiian Island Goat Dairy |
|             | Биг Вудс Блю англ. Big Woods Blue                                         | голубой                          | овечье (непастеризованное)                                                                   | вызревает 4-6 месяцев | Нестранд, Миннесота         | круглая головка весом 3,2 кг, диаметр 15 см, высота 12 см | насыщенный, чуть соленый вкус | Shapherd’s Way Farms |
|             | Бичерс Флегшип Резерв англ. Beechers Flagship Reserve                     | твердый                          | коровье                                                                                      | вызревает 12-16 месяцев | Сиэтл, Вашингтон            | головка в форме цилиндра весом 7,2 кг, диаметр 20 см, высота 23 см | твердая, слегка крошащаяся мякоть с ярким сливочным вкусом и легким фруктовым послевкусием                                                                               | Beechers Handmade Cheese |
|             | Блайсдейл Фарм Камамберангл. Blythedale Farm Camambert                    | мягкий белый                     | коровье (от коров джерсийской породы)                                                        | вызревает 4 недели | Коринт, Вермонт             | круглая головка весом 225 г, диаметр 12 см, высота 2,5 см; чуть более мягкая и влажная корка, чем у традиционного камамбера                                             | традиционный сливочный вкус камамбера с более терпким первоначальным вкусом                                                                                              | Blythedale Farm |
|             | Бланка Бьянка итал. Blanca Bianca                                         | полумягкий                       | коровье                                                                                      | вызревает 2 месяца; промывается белым вином | Даллас, Техас               | головка-колесо весом 675 г, диаметр 18 см, высота 5 см | насыщенный вкус с цветочными нотами | Mozzarella Company |
|             | Блё Маунт Чеддер англ. Bleu Mont Cheddar                                  | твердый                          | коровье                                                                                      | вызревает 12-18 месяцев; вызревает в построенной по специальному проекту пещере | Блу Моулдс, Висконсин       | барабан весом 3,6 кг, диаметр 15 см, высота 10 см; заворачивается в ткань                                                                                               | приятный аромат свежей влажной земли, вкус средней силы, с нотками травы и долгим послевкусием                                                                           | Bleu Mont Dairy |
|             | Блё Эдж Bleu Age                                                          | голубой                          | овечье                                                                                       | вызревает 30 дней | Парма, Айдахо               | круглая головка весом 175 г, размер разный; толстая тёмно-синяя корка плесени; под коркой тонкий, почти жидкий сладкий слой, под ним более твердая мякоть               | ореховый вкус с насыщенным привкусом козьего молока и пряным оттенком голубой плесени                                                                                    | Rollingstone Chevre |
|             | Бриджидс Эбби англ. Brigid's Abbey                                        | полумягкий                       | коровье (от коров джерсийской породы)                                                        | вызревает 3-4 месяца | Колчестер, Коннектикут      | круглая головка весом 3,6 кг, диаметр 30 см, высота 12 см; мытая корка                                                                                                  | в зависимости от сезона имеет разную консистенцию: зимой более сливочный, чем летом. Жирный и землистый вкус с оттенками соломы, летом имеет более растительный характер | Cato Corner Farm |
|             | Бриджуотер Раунд англ. Bridgewater Round                                  | мягкий белый                     | коровье                                                                                      | вызревает 4-8 недель; в процессе изготовления в молоко добавляется дополнительная порция сливок, затем сыр ароматизируется свежемолотым чёрным перцем                                                              | Энн Арбор, Мичиган          | груглая головка весом 225 г, размер разный | жирный сливочный вкус, грибной оттенок в послевкусии | Zingermann’s |
|             | Бриндиси Фонтина (Brindisi Fontina)                                       | полумягкий                       | коровье (только молоко коров джерсийской породы)                                             | вызревает 3-9 месяцев | Салем, Орегон               | колесо весом 3,6 — 4,5 кг, размер разный | жирная однородная мякоть с сильным ароматом, резковатым ореховым оттенком; сладкое сливочное послевкусие                                                                 | Willamette Valley Cheese Company |
|             | Бубалус Бубалис Моцарелла ди Буффала Bubalus Bubalis Mozzarella di Bufala | свежий                           | буйволовое                                                                                   | вызревает 1-7 дней; формируется вручную | Гардена, Калиорния          | шар весом 225 г, размер разный | нежный вкус с бархатистым послевкусием | Bubalus Bubalis |
|             | Буре фр. Bourree                                                          | полумягкий                       | коровье                                                                                      | вызревает 3 месяца | Бридпорт, Вермонт           | круглая головка весом 450 г, диаметр 10 см, высота 5 см | фруктовый аромат, арахисовый вкус, более интенсивный в послевкусии | Dancing Cow Farm |
|             | Бэд Акс англ. Bad Axe                                                     | полумягкий                       | овечье                                                                                       | вызревает 8-12 недель | Уэстби, Висконсин           | колесо весом 2,7 кг, диаметр 15 см, высота 7,5 кг | сливочный сладкий сыр со вкусом овечьего молока | Hidden Springs Creamery |
|             | Вакеро Блю Vaquero Blue                                                   | голубой                          | овечье и коровье                                                                             | вызревает 6 месяцев в пещере на территории фермы | Милтон, Вермонт             | цилиндр весом 1,8 кг, диаметр 12 см, высота 15 см | вкус не слишком резкий, слегка затхлый и плесневый | Willow Hill Farm |
|             | Ваш де Вашон фр. Vache de Vashon                                          | полумягкий                       | коровье                                                                                      | вызревает 2-4 месяца | Вашон Айленд, Вашингтон     | колесо весом от 900 г до 1,35 кг, размер разный | нежный сливочный вкус с фруктовыми оттенками | Sea Breeze Farm |
|             | Вермонт Шеперд англ. Vermont Shepherd                                     | твердый                          | овечье                                                                                       | вызревает 6 месяцев в пещере | Путни, Вермонт              | выпуклый барабан весом 1,35 кг, диаметр 15 см, высота 9 см; к каждой головке прилагается сертификат, описывающий передвижения овец в тот день, когда был изготовлен сыр | сладкий концентрированный вкус с долгим пряным послевкусием | Vermont Shepherd Cheese |
|             | Вермонт Эр англ. Vermont Ayr                                              | твердый                          | коровье (коров эрширдской породы)                                                            | вызревает 3 месяца, слегка вымачивается в рассоле перед отправкой в погреб | Чамплейн Вэлли, Вермонт     | круглая головка весом от 900 г до 1,35 кг, диаметр 12 см, высота 7,5 см                                                                                                 | жесткая мякоть с ароматом луговых трав и длительным послевкусием | Crawford Family Farm |
|             | Винчестер Супер Эджд Гауда англ. Winchester Super Aged Gouda              | твердый                          | коровье                                                                                      | вызревает 15 месяцев | Винчествер, Калифорния      | колесо весом 5 — 5,4 кг, диаметр 30 см, высота 15 см; гладкая тонкая корка, мякоть с глазками и кристаллами кальция                                                     | сладкий, резковатый масляный вкус | Winchester Cheese Company |
|             | Голден Глен Кремери Моцарелла англ. Golden Glen Creamery Mozzarella       | свежий                           | коровье                                                                                      | вызревает 2-10 дней | Боу, Вашингтон              | шар весом 225 грамм, размер разный | сливочная консистенция с нежной влажной мякотью | Golden Glen Creamery |
|             | Гоутцарелла англ. Goatzarella                                             | свежий                           | козье                                                                                        | вызревает от 2 до 6 недель, изготавливается с использованием вегетарианской сычужины | Суит Хоум, Орегон           | квадратная головка весом 225 г, длина 23 см, ширина 23 см, высота 7,5 см                                                                                                | бархатистый вкус с нотками луговых трав | Fraga Farm Goat Cheese |
|             | Гранд Кесо Grand Queso                                                    | твердый                          | коровье                                                                                      | вызревает 6 месяцев | Монро, Висконсин            | колесо весом 2,25 кг, диаметр 15 см, высота 12 см | напоминает испанский манчего; сложный вкус со сладким ароматом свежего сливочного масла                                                                                  | Roth Kaese USA |
|             | Грейвенштейн Голд англ. Gravenstein Gold                                  | полумягкий                       | козье                                                                                        | вызревает 2-3 месяца, в процессе изготовления промывается сидром, сделанным из яблок сорта грейвенштейн | Себастопол, Калифорния      | колесо весом 1,35 кг, размер различный | сложный вкус с оттенками яблок и сливок | Redwood Hill Farm |
|             | Грейсон англ. Grayson                                                     | полумягкий                       | коровье                                                                                      | вызревает 4 месяца | Галакс, Вирджиния           | квадратная головка весом 3,6 кг, мытая корка | выраженный растительный вкус с чистым послевкусием | Meadow Creek Dairy |
|             | Грейт Хилл Блю англ. Great Hill Blue                                      | голубой                          | коровье                                                                                      | вызревает 6 месяцев | Мэрион, Массачусетс         | барабан весом 3,6 кг, диаметр 23 см, высота 10 см | сладко-солёный, сливочный, острый и терпкий вкус с выраженным оттенком голубой плесени                                                                                   | Great Hill Dairy |
|             | Грюйер Сюршуа фр. Gruyere Surchoix                                        | твердый                          | коровье                                                                                      | вызревает 9-19 месяцев | Монро, Висконсин            | колесо весом 7,3 кг, диаметр 35 см, высота 12 см | белый сыр с чуть затхлым ароматом печёных яблок с солёным и мясным послевкусием                                                                                          | Roth Kaese USA |
|             | Делис де ла Валле фр. Delice de la Valle                                  | свежий                           | козье или коровье                                                                            | вызревает 1-7 дней | Сонома, Калифорния          | головки весом 225 и 900 г, размер разный | нежный сладкий вкус | Sheana Davis |
|             | Дорсет англ. Dorset                                                       | полумягкий                       | коровье (коровы джерсийской породы)                                                          | вызревает 50 дней, слегка мытый | Уэст Полет, Вермонт         | круглая головка весом 900 г, диаметр 20 см, высота 2,5 см | похож на итальянский сыр таледжо; немного острый, мягкий, сладкий вкус                                                                                                   | Bardwel Farm |
|             | Ивс Блю англ. Ewe's Blue                                                  | голубой                          | овечье                                                                                       | вызревает 6-8 месяцев | Олд Чатем, Нью-Йорк         | головка-колесо весом 1,8 кг, диаметр 23 см, высота 5 см | напоминает рокфор, но не такой соленый; имеет сливочный, фруктовый и маслянистый вкус                                                                                    | Old Chatham Sheepherding Company |
|             | Йерба Санта Дейри Фреска англ. Yerba Santa Dairy Fresca                   | свежий                           | козье                                                                                        | вызревает 1-2 недели | Лейкпорт, Калифорния        | контейнеры весом 115 и 225 г | напоминает греческую фету, сливочный вкус и привкус рассола | Yerba Santa Dairy |
|             | Кабот Клосбаунд англ. Cabot Clothbound                                    | твердый                          | коровье (непастеризованное)                                                                  | вызревает 12 месяцев и более; изготавливается по рецепту традиционного чеддера: заворачивается в ткань, вызревает в погребах, имитирующих условия пещеры                                                           | Монпелье, Вермонт           | цилиндр весом 5,4 кг, диаметр 46 кг, высота 10 см | сладкий масляный вкус, пикантное тяжелое послевкусие; более кислый вкус, чем у классического чеддера                                                                     | Cabot Creamery Cooperative |
|             | Кармела англ. Carmela                                                     | твердый                          | козье                                                                                        | вызревает 12 месяцев; вручную посыпается солью и молотым красным перцем | Сент Хелена, Калифорния     | колесо весом 2,2 кг, диаметром 20 см, высотой 10 см | сладкий вкус с привкусом козьего молока | Goat’s Leap Cheese |
|             | Каюс Маунтин Гоат англ. Cayuse Mountain Goat                              | полумягкий                       | овечье и козье                                                                               | вызревает 5-7 месяцев | Тонаскет, Вашингтон         | колесо весом 1,8- 2,25 кг, диаметр 20 см, высота 7,5 см | сливочный вкус с орехово-травяными нотками | Lakhaven Farmstead Cheeses |
|             | Кейв Эджд Мариса англ. Cave Aged Marisa                                   | твердый                          | овечье                                                                                       | вызревает 6 месяцев | Ла Вал, Висконсин           | круглая головка весом 2,7 кг, диаметр 30 см, высота 10 см; натуральная корка                                                                                            | сладкий вкус с цветочным ароматом, пикантное послевкусие с оттенком ланолина                                                                                             | Carr Valley Cheese Company |
|             | Кесо де Мано исп. Queso de Mano                                           | твердый                          | козье (непастеризованное)                                                                    | вызревает 4-6 месяцев | Лонгмонт, Колорадо          | барабан весом 2,7 кг, диаметр 15 см, высота 10 см | твердая, немного зернистая, сухая консистенция, пряное послевкусие, вкус жареных лесных орехов                                                                           | Haystack Mountain Goat Dairy |
|             | Клемсон Блюангл. Clemson Blue                                             | голубой                          | коровье                                                                                      | вызревает 6 месяцев | Клемсон, Южная Калифорния   | диск весом 900 г, диаметр 25 см, высота 2,5 см | сладкий вкус мякоти уравновешивается вкусом плесневой корки | Clemson University |
|             | Клер де Люн фр. Claire de Lune                                            | полумягкий                       | козье                                                                                        | вызревает 2-6 месяцев | Дриппинг Спрингс, Техас     | круглая головка весом 1,1 кг, диаметр 16 см, высота 7,5 см | сладкий сливочный козий вкус с резкими нотками в послевкусии | Pure Luck Texas |
|             | Констант Блисс англ. Constant Bliss                                       | мягкий белый                     | коровье                                                                                      | вызревает 60 дней | Гринсборо, Вермонт          | головка-цилиндр весом 225 г, диаметр 5 см, высота 7,5 см, тонкая сухая корка                                                                                            | соленый, масляный чуть горький вкус | Jasper Hill Farm |
|             | Кранбери Ридж Фарм Шевр Cranberry Ridge Farm Chevre                       | свежий                           | козье                                                                                        | вызревает 1 неделю | Василла, Аляска             | ванночки весом 225 г | легкий оттенок козьего молока и лимонный кисловатый вкус | Cranberry Ridge Farm |
|             | Кримери Сабблим (англ. Creamery Subblime)                                 | полумягкий                       | козье                                                                                        | вызревает 60 дней | Монтесано, Вашингтон        | круглая головка весом 225 г, разный размер | вкус с оттенком козьего молока и резким солёным послевкусием | Estrella Family Creamery |
|             | Куник (Kunik)                                                             | мягкий белый                     | козье с добавлением сливок из коровьего молока                                               | вызревает 2-4 недели | Уорренсбург, Нью Йорк       | круглая головка весом 300 г, диаметр 10 см, высота 5 см | Очень сладкий, напоминающий мед консистенции от сливочного крема до сливочного масла                                                                                     | Nettle Meadow Goat Farm |
|             | Купол англ. Coupole                                                       | свежий выдержанный               | козье                                                                                        | вызревает 45 дней, головка посыпана золой | Бэр, Вермонт                | головка-купол весом 225 г, диаметр 5 см, высота 5 см | легкий вкус сыра из козьего молока | Vermont Butter and Cheese |
|             | Ларзак фр. Larzac                                                         | свежий выдержанный               | козье                                                                                        | вызревает 4-6 недель, каждая головка делается вручную и затем выдерживается в подвале | Дейтон, Вашингтон           | головка в форме усечённого конуса, весом 225 г, диаметр 10 см снизу, 5 см сверху, высота 7,5 см; украшен слоем древесной золы, делящим головку пополам                  | вкус со свежими и сладкими оттенками, присущими козьему молоку | Monteillet Fromagerie |
|             | Ле Пти Шевр Блё фр. Le Petit Chevre Bleu                                  | голубой                          | козье                                                                                        | вызревает 30 и более дней, в сыр добавляется тройная порция сливок | Петалума, Калифорния        | круглая головка весом 115 г, диаметр 5,5 см, высота 4 см | сливочная мякоть с легким пряным вкусом белого перца | Marin French Cheese Company |
|             | Ле Фрер фр. les Freres                                                    | полумягкий                       | коровье                                                                                      | вызревает 3 недели | Ватерлоо. Висконсин         | круглая головка весом 675 г, диаметр 18 см, высота 2,5 см, толстая, кожистая мытая корка                                                                                | нежный, чуть глинистый, аромат, сложный сладко-солёный вкус | Crave Brohers Farmstead Cheese |
|             | Матос Сен-Жорж англ. Matos St George                                      | твердый                          | коровье                                                                                      | вызревает 3-6 месяцев | Санта Роза, Калифорния      | головка-колесо весом от 4,1 до 7,3 кг, размер разный | сливочный вкус, напоминающий чеддер, с землистыми оттенками усиливающимися по мере вызревания                                                                            | Matos St George |
|             | Маунт Тэм англ. Mt Tam                                                    | мягкий белый                     | коровье (органическое коровье молоко с фермы Straus Family Dairy)                            | вызревает 3-4 недели; в молоко добавляется тройная порция сливок | Пойнт Рейес, Калифорния     | круглая головка весом 60 г, диаметр 7,5 см, высота 5 см; толстая, покрытая плесенью корка                                                                               | насыщенный вкус с приятными фруктовыми тонами | Cowgirl Creamery |
|             | Маунтин Топ Блё англ. Mountain Top Bleu                                   | голубой                          | козье (молоко закупается у местного кооператива амишей)                                      | вызревает 5 недель | Биттингер, Мэриленд         | пирамидка весом 225 г, диаметр 10 см, высота 7,5 см | травяные козьи оттенки и не слишком острая плесень | FireFly Farms |
|             | Мейтаг Блю англ. Maytag Blue                                              | голубой                          | коровье                                                                                      | вызревает 4 месяца, в пещерах | Ньютон, Айова               | барабан весом 1,8 кг, диаметр 18 см, высота 10 см; бледного цвета | сложный вкус: сперва сливочный, с металлическим оттенком плесени, и с кисло-сладким лимонным послевкусием                                                                | Maytag Daity Farms |
|             | Менуэт Menuet                                                             | полумягкий                       | коровье (непастеризованное органическое молоко коров джерсейской и гернсейской породы)       | вызревает от 4 недель до 3 месяцев | Бридпорт, Вермонт           | барабан весом 900 г, размер может различаться: диаметр около 20 см, высота около 7,5 см                                                                                 | слегка затхлый аромат, солёный и мясной вкус, оттенки овощного бульона в послевкусии                                                                                     | Dancing Cow Farm |
|             | Меццо Секко итал. Mezzo Secco                                             | твердый                          | коровье                                                                                      | вызревает 4-6 месяцев | Сонома, Калифорния          | колесо весом 4,1 — 5 кг, размер разный, диаметр ок. 28 см, высота ок. 10 см; корка покрывается молотым чёрным перцем и растительным маслом                              | насыщенный ореховый вкус | Vella Cheese Company |
|             | Мидкост Телем англ. Midcoast Teleme                                       | свежий                           | коровье                                                                                      | вызревает 1 неделю | Сан Луис Обиспо, Калифорния | брусок весом 3 кг, длина 20 см, ширина 20 см, высота 7,5 см | свежий чистый вку, сливочная консистенция | Franklin’s Cheeses |
|             | Мона Mona                                                                 | овечье и коровье                 | твердый                                                                                      | вызревает 6 месяцев | Ривер Фоллс, Висконсин      | колесо весом 5,4 кг, диаметр 35,5 см, высота 12 см; нежная, слегка зернистая мякоть                                                                                     | сладкий, солоноватый яркий вкус, интенсивное и долгое послевкусие | Wisconsin Sheep Dairy Cooperative |
|             | Моне англ. Monet                                                          | свежий                           | козье (парное молоко)                                                                        | вызревает 1-3 недели | Пескадеро, Калифорния       | круглая головка весом 225 г, диаметр 7,5 см, высота 2,5 см; украшен свежими ноготками, цветками огуречника и фиалки                                                     | вкус с оттенками весенней травы | Harley Farms Goat Dairy |
|             | Монтерей Джек англ. Monterey Jack                                         | полумягкий (твердый — Драй Джек) | коровье                                                                                      | существуют разновидности сыра со временем вызревания от 1 до 12 месяцев | по всей Калифорнии          | головка в форме барабана весом 2,5 кг, различного размера | нежный кисломолочный вкус; в качестве добавок иногда кладут пряности, зелёный или красный перец.                                                                         | Рецепт сыра, известного как Кесо бланко паис (Queso blanco pais) был завезен в Мексику, а затем в Калифорнию, монахами-францисканцами. |
|             | МуКо СолоРуж MouCo SoloRouge                                              | полумягкий                       | коровье                                                                                      | вызревает 3-8 недель; моется рассолом | Форт Коллинз, Колорадо      | круглая головка весом 225 г, диаметр 7,5 см, высота 2,5 см; красно-коричневая корка, покрытая налётом белой плесени                                                     | оттенки сливочного масла и сложное послевкусие | MouCo Cheese Company |
|             | О’Куч O’Cooch                                                             | твердый                          | овечье (овцы восточно-фризской породы и породы лакаун, принадлежащие общине амишей)          | | Уэстби, Висконсин           | колесо весом 900 г, диаметр 12 см, высота 6 см | жирный, сладкий, ярко выраженный ореховый вкус, твердая, крошащаяся, слегка зернистая консистенция                                                                       | Hidden Springs Creamery |
|             | Олд Кентукки Том англ. Old Kentucky Tome                                  | мягкий белый                     | козье                                                                                        | вызревает 4-8 месяцев | Гринвиль, Индиана           | барабан весом 1,8 кг, диаметр 25 см, высота 10 см, корка белой плесени, тоньше, чем у европейских сыров томм                                                            | однородная мякоть с легким козьим ароматом и оттенком обжаренного грецкого ореха                                                                                         | Capriole Farmstead Goat Cheeses |
|             | Орей (Ouray)                                                              | полумягкий                       | коровье                                                                                      | вызревает 2-4 месяца | Покипси, Нью-Йорк           | барабан весом 3 кг, размер разный; покрыт тонкой кожистой коркой с налётом серой плесени                                                                                | сладкий цветочный вкус с землистыми и масляными оттенками | Sprout Creek Farm |
|             | Оукдейл Чиз Компани Гауда англ. Oakdale Cheese Company Gouda              | твердый                          | коровье                                                                                      | вызревает 2-4 месяца | Оукдейл, Калифорния         | головка-булыжник весом 4,1 — 5,9 кг, диаметр 23 см, высота 7,5 см | вкус с оттенками сливочной ириски и жареного миндаля | Oakdale Cheese Company |
|             | Оя Санта Hoja Santa                                                       | свежий                           | козье                                                                                        | вызревает 4 недели | Даллас, Техас               | барабан весом 225 г, диаметр 4 см, высота 4 см, заворачивается в лист мексиканского растения Hoja santa                                                                 | напоминает французский банон; нежная и легкая мякоть с натуральным древесным вкусом растения сассафрас                                                                   | Mozzarella Company |
|             | Пайн Стамп Кроттэн англ. Pine Stump Crottin                               | свежий выдержанный               | козье                                                                                        | вызревает от 60 дней | Омак, Вашингтон             | барабан весом 115—225 г, диаметр 9-10 см, высота 7,5 см | консистенция от мягкой до плотной, землистые оттенки во вкусе усиливаются по мере вызревания                                                                             | Pine Stump Farms |
|             | Пекан Шевр фр. Pecan Chevre                                               | свежий выдержанный               | козье                                                                                        | вызревает 3 недели | Томасвилл, Джорджия         | головка в форме усечённой пирамиды весом 175 г, диаметр 7, 5 см, высота 5 см, покрыт дроблёными орехами пекан                                                           | сливочная мякоть с резким вкусом, остро-кислым ближе к корке | Sweet Grass Dairy |
|             | Плезант Вэлли Дейри Мицшли англ. Pleasant Valley Dairy Mutschli           | твердый                          | коровье, непастеризованное                                                                   | вызревает 8-12 недель, создавался как американская версия швейцарского сыра, но без глазков | Ферндейл, Вашингтон         | круглая головка весом от 900 г до 2,7 кг, размер разный | сладкий молочный вкус с ореховыми оттенками | Pleasant Valley Dairy |
|             | Плезант Ридж Резерв англ. Pleasant Ridge Reserve                          | твердый                          | коровье                                                                                      | вызревает 8-12 месяцев, ежедневно промывается, производится только с весны по осень, когда коровы пасутся на открытом пастбище                                                                                     | Должвиль, Висконсин         | колесо весом 5,4 кг, диаметр 30 см, высота 7,5 см | имеет резкий аромат благодаря регулярной промывке; пряный, пикантный, слегка кисловатый вкус                                                                             | Uplands Cheese Company |
|             | Позо Томме (Pozo Tomme)                                                   | полумягкий                       | овечье                                                                                       | вызревает 2-4 месяца | Санта Мария, Калифорния     | колесо весом 2,25-2,7 кг, размер разный, тонкая естественная корка | привкус от землистого до орехового, по мере вызревания появляется привкус ириски                                                                                         | Rinconada Dairy |
|             | Поинт Рейес Ориджинал Блю англ. Point Reyes Original Blue                 | голубой                          | коровье                                                                                      | вызревает 6-8 месяцев | Пойнт Рейес, Калифорния     | колесо весом 2,7 кг, размер разный | резковатый солёный вкус, по мере созревания становится более насыщенным                                                                                                  | Jumpin Good Goats |
|             | Пондхоппер Pondhopper                                                     | твердый                          | козье                                                                                        | вызревает 2-12 недель | Бенд, Орегон                | колесо весом 4,1 кг, диаметр 25 см, высота 7,5 см; цвет мякоти бледно-жёлтый, есть крошечные глазки                                                                     | вкус хмеля с ореховым оттенком козьего молока | Tumalo Farms |
|             | Пти Марсель (Petit Marcel)                                                | мягкий белый                     | козье                                                                                        | вызревает 2 недели | Хилдсберг, Калифорния       | круглая головка весом 60-100 г, диаметр 6 см, высота 4 см | свежий бархатистый вкус козьего молока с солёным привкусом | Pugs Leap Farm |
|             | Растик Блё Гоут англ. Rustic Bleu Goat                                    | голубой                          | козье                                                                                        | вызревает 4-6 недель | Буэна Виста, Колорадо       | колесо весом 2,7 кг, размер разный; мытая корка | яркий вкус голубой плесени | Jumpin Good Goats |
|             | Рог Ривер Блю англ. Rogue River Blue                                      | коровье                          | голубой                                                                                      | 6-8 месяцев, заворачивается в листья винограда и вымачивается в грушевом бренди | Сенрал Пойнт, Орегон        | барабан весом 2,25 кг, диаметр 15 см, высота 10 см | сладкий и сливочный сыр с пикантным послевкусием | Rogue Creamery |
|             | Розмарис Вольс англ. Rosemary's Waltz                                     | свежий                           | коровье                                                                                      | вызревает 1 месяц | Уестбрук, Мэн               | колесо весом 1,35 кг, диаметр 18 см, высота 7,5 см, корка посыпана розмарином и можжевельником                                                                          | вкус нежный, свежий, мякоть рыхлая | Silvery Moon Creamery |
|             | Сан-Жоржи St Jorge                                                        | твердый                          | коровье (непастеризованное молоко утренней дойки от коров собственной фермы)                 | вызревает до 3 лет | Ханфорд, Калифорния         | колесо весом 2,7 — 3,6 кг, диаметр 25 см, высота 10 см | текстура средняя между чеддером и гаудой, долгое фруктовое послевкусие                                                                                                   | Fagundes Old World Cheese |
|             | Сан Хоакин Голд San Juaquin Gold                                          | твердый                          | коровье                                                                                      | вызревает 16-24 месяца | Модесто, Калифорния         | колесо весом 13,6 кг, размер разный | насыщенный вкус, по мере созревания появляются травяные и ореховые ноты                                                                                                  | Farmstead Cheese |
|             | Сёрфинг Гоут Дейри Кварк англ. Surfing Goat Dairy Quark                   | свежий                           | козье                                                                                        | вызревает несколько дней | Кула, Мауи Гавайи           | банка весом 225 г | сладкий карамельный вкус, приятный острый привкус козьего молока | Surfing Goat Dairy |
|             | Систэк англ. Seastack                                                     | мягкий белый                     | коровье                                                                                      | вызревает 4-6 недель, перед отправкой в погреб головки посыпают золой и морской солью | Порт-Таунсенд, Вашингтон    | круглая головка, размер может быть разным, вес 225 г | бархатистая мякоть с землистыми оттенками вкуса, которые по мере вызревания становятся пикантнее                                                                         | Mt Townsend Creamery |
|             | Сити оф Шипс англ. City of Ships                                          | свежий выдержанный               | коровье                                                                                      | вызревает 8 месяцев | Пипсбург, Мэн               | колесо весом 2,7 кг, диаметр 28 см, высота 10 см | сладкий вкус с травяными оттенками с послевкусием сливочного ириса | Hahn’s End |
|             | Смоки Блю Чиз англ. Smokey Blue Cheese                                    | голубой                          | коровье                                                                                      | вызревает 3 месяца, коптится на скорлупках местного лесного ореха | Сентрал Пойнт, Орегон       | колесо весом 2,25 кг, размеры могут различаться | насыщенный вкус голубого сыра с оттенками ореха и карамели и дымком в послевкусии                                                                                        | Rogue Creamery |
|             | Софт Уил англ. Soft Wheel                                                 | полумягкий                       | козье и коровье                                                                              | вызревает 80 дней | Уэст Корнуолл, Вермонт      | колесо весом 675 г, диаметр 12 см, высота 5 см; толстая, мягкая липкая мытая корка                                                                                      | явно выраженный вкус козьего молока с пикантным оттенком каштана | Twig Farm |
|             | Стимбоут Айленд Гоут Фарм Гауда англ. Steamboat Island Goat Farm Gouda    | твердый                          | козье                                                                                        | вызревает 2-4 месяца | Стимбоут Айленд, Вашингтон  | круглая головка весом от 900 г до 4,5 кг | напоминает чеддер, ореховый привкус, луговые оттенки | Steamboat Island Goat Farm |
|             | Сьерра-Невада англ. Sierra Nevada                                         | свежий                           | коровье                                                                                      | вызревает 1-3 недели | Уиллоус, Калифорния         | контейнер весом 200 г | сливочный вкус с оттенками сладкой травы, нагревшегося масла и резким привкусом морской соли в послевкусии                                                               | Sierra Nevada |
|             | Сэлли Джексон англ. Sally Jackson                                         | полумягкий                       | коровье                                                                                      | изготавливается вручную, на дровяной плите, заворачивается в листья каштана, вызревает 2-4 месяца | Оровиль, Вашингтон          | колесо весом 900 г, размер разный | сливочный вкус с цветочными оттенками | Sally Jackson Cheeses |
|             | Сэмиш Бей Чиз Монтазио англ. Samish Bay Cheese Montasio                   | твердый                          | коровье (молоко гернзейских коров)                                                           | вызревает 6-9 месяцев; образцом для этого сорта послужил одноимённый итальянский сыр | Боу, Вашингтон              | колесо весом 4 кг, диаметром 25 см, высотой 9 см | сливочный вкус, становящийся насыщеннее по мере вызревания | Samish Bay Cheese |
|             | Тарантез фр. Tarentaise                                                   | твердый                          | коровье                                                                                      | вызревает 8 месяцев | Норт Помфрет, Вермонт       | колесо весом 8, 2 кг, диаметр 50 см, высота 10 см, глубокий золотистый цвет                                                                                             | вкус с нотами карамели, лимонное послевкусие, вишневый аромат | Thistle Hill Farm |
|             | Твиг Фарм Сквеар Чиз англ. Twig Farm Square Cheese                        | твердый                          | козье                                                                                        | вызревает 2-3 месяца; осадок завязывается в марлю | Уэст Корнуолл, Вермонт      | плоский квадрат весом 900 г, длина 10 см, высота 5 см | вкус лесного ореха с мягким послевкусием, пикантная корка | Twig Farm |
|             | Телфорд Резерв англ. Telford Reserve                                      | твердый                          | коровье                                                                                      | вызревает 10 месяцев | Филадельфия, Пенсильвания   | колесо весом 3,6 кг, диаметр 40 см, высота 12 см | сложный вкус с острым оттенком и длительным послевкусием | Hendricks Farm and Dairy |
|             | Томасвилль Том (Tomasville Tomme)                                         | полумягкий                       | коровье (коровы джерсийской породы)                                                          | вызревает 3-6 месяцев, производится по аналогии с французскими сырами томм | Томасвилл, Джорджия         | колесо весом 4,1 кг, диаметр 30 см, высота 12 см | мягкий вкус, тягучая мякоть | Sweet Grass Dairy |
|             | Топиньерфр. Taupiniere                                                    | мягкий белый                     | козье                                                                                        | вызревает 2-6 недель, поверхность посыпается серо-голубой золой от древесного угля | Сонома, Калифорния          | головка в форме кротовой кучки, весом 175 г, диаметр 7,5 см, высота 5 см                                                                                                | сливочный вкус, плотная консистенция | Laura Chenel’s Chevre |
|             | Трипл Крим Уил англ. Triple Cream Wheel                                   | мягкий белый                     | козье                                                                                        | вызревает 20-30 дней | Пайн Плейн, Нью-Йорк        | колесо весом 2 кг, диаметр 18 см, высота 7,5 см; сыр 75 % жирности с тройной порцией сливок                                                                             | сладкий масляный вкус с острым кислотным послевкусием | Coach Farm |
|             | Ту Фейсд Блю Пеккато англ. Two Faced Blue Peccato                         | голубой                          | коровье и овечье                                                                             | вызревает 3 месяца | Доути, Вашингтон            | колесо весом 4,5 кг, размер разный, натуральная корка серо-голубого цвета                                                                                               | смесь землистых и цветочных оттенков | Willapa Hills Farmstead Cheese |
|             | Тулар Кеннонболл англ. Tulare Cannonball                                  | полумягкий                       | коровье (молоко коров джерсийской породы)                                                    | вызревает 5-6 месяцев, изготавливается по рецепту голландского эдама | Визалия, Калифорния         | шар неправильной формы весом от 1,3 до 2,25 кг, диаметр 12-15 см | сливочная консистенция, пряный аромат, слегка солёный вкус | Bravo Farms |
|             | Тумало Томм Tumalo Tomme                                                  | полумягкий                       | козье (непастеризованное, из молока коз альпийской, ламанчской пород и породы саанен)        | вызревает 6 месяцев на сосновых досках | Редмонт, Орегон             | колесо весом 1,8 — 2 кг, диаметр 17 см, высота 7,5 см; мытая корка | землисто-древесные ноты с цветочным послевкусем | Juniper Grove Farm |
|             | Уабаш Кеннонболл англ. Wabash Cannonball                                  | свежий выдержанный               | козье                                                                                        | вызревает 3-10 недель | Гринсвиль, Индиана          | сплющенный шар весом 115 г, диаметр 4 см; твердая, суховатая мякоть покрыта белой коркой, посыпанной золой                                                              | козий, чуть кисловатый вкус с жирным послевкусием | Capriole Farmstead Goat Cheese |
|             | Уидмерс Селларс Эджд Брик Чиз англ. Widmers Cellars Aged Brick Cheese     | полумягкий                       | коровье                                                                                      | вызревает от 8 до 12 недель | Тереза, Висконсин           | брусок весом 2,25 кг, размер разный | от нежного и сладкого с ореховым оттенком до острого и пикантного (зависит от степени зрелости)                                                                          | Widmers Cellars |
|             | Уиннимер англ. Winnemere                                                  | полумягкий                       | коровье                                                                                      | вызревает 2 месяца | Гринсборо, Вермонт          | круглая головка весом 550 г, диаметр 15 см, высота 5 см; мягкая промытая пивом корка                                                                                    | сладко-пикантный вкус с оттенком мокрого камня | Jasper Hill FArm |
|             | Фернс Эдж Гоут Дейри англ. Ferns Edge Goat Dairy                          | свежий                           | козье                                                                                        | вызревает 1-3 недели, ароматизируется травами с фермы | Лоуэл, Орегон               | полено весом 115 г, размер разный | свежий сливочный вкус, мягкая консистенция | Ferns Edge Goat Dairy |
|             | Филадельфия (сыр)                                                         | сливочный мягкий                 | коровье пастеризованное                                                                      | используются сливки; не требует длительного созревания |                             | | | |
|             | Флер де ла Терр фр. Fleur de la Terre                                     | твердый                          | коровье (молоко коров породы красная швейцарская)                                            | вызревает 4-6 месяцев | Зионсвиль, Индиана          | головка-булыжник весом 5,4 кг, диаметр 20 см, высота 12 см | свежий приятный вкус с терпким послевкусием | Traders Point Creamery |
|             | Флер-де-Лис фр. Fleur-de-Lis                                              | мягкий белый                     | коровье                                                                                      | вызревает 4 недели; сыр с тройной порцией сливок | Гонзалез, Луизиана          | корка покрыта белой плесенью, головка-цилиндр весом 225 г, диаметр 7,5 см, высота 5 см                                                                                  | сливочный вкус | Bittersweet Plantation Dairy |
|             | Фог Лайтс англ. Fog Lights                                                | мягкий белый                     | козье                                                                                        | вызревает 4 недели | Арката, Калифорния          | диск весом 225 г, диаметр 10, высота 4 см, корка покрыта белой плесенью и золой                                                                                         | сливочный козий вкус | Cypress Grove Chevre |
|             | Фризиан Фармс Мечур Гауда англ. Frisian Farms Mature Gouda                | твердый                          | коровье                                                                                      | вызревает не менее 6-8 недель | Оксалуза, Айова             | круглая головка весом 9,1 кг, диаметр 35 см, высота 15 см | ореховый вкус с фруктовыми нотами, сладкое сливочное послевкусие | Frisian Farms |
|             | Хаббардстон Блю англ. Hubbardston Blue                                    | голубой                          | козье                                                                                        | вызревает 30-40 дней; голубой сыр, вызревающий с поверхности | Хаббардсон, Массачусетс     | круглая головка весом 225 г, диаметр 7,5 см, высота 2,5 см, ярко-голубая плесень снаружи по мере вызревания покрывается коркой темно-серого цвета                       | мягкий вскус с грибными оттенками и легким привкусом плесени | Westfield Farm |
|             | Хартвелл англ. Hartwell                                                   | мягкий белый                     | коровье                                                                                      | вызревает 30 дней | Крафтсберри Комон, Вермонт  | круглая головка весом 225 г, диаметр 12 см, высота 4 см, белая корка как у сыр бри                                                                                      | сладкий, насыщенный вкус | Ploughgate Creamery |
|             | Хулиганангл. Hooligan                                                     | полумягкий                       | коровье (от коров джерсийской породы)                                                        | вызревает 60 дней; формуется в корзинах | Колчестер, Коннектикут      | колесо весом 450 г, диаметр 15 см, высота 7,5 см, мытая корка | резкий, слегка дрожжевой аромат со сладко-сливочным послевкусием | Cato Corner Farm |
|             | Шароле фр. Charolais                                                      | свежий выдержанный               | козье (молоко альпийских коз)                                                                | вызревает минимум 60 дней; перед приготовлением молоко выдерживают 1-2 дня | Бодега, Калифорния          | головка-цилиндр весом 115—200 г, диаметр 5 см, высота 10 см, покрыт коркой                                                                                              | мягкий, нежный, ароматный вкус | Bodega Artisan Cheese |
|             | Эверона Пьемонт Everona Piedmont                                          | твердый                          | овечье                                                                                       | вызревает 3-6 месяцев | Рапидан, Вирджиния          | колесо весом 675 либо 2,7 кг, размер различный | Ореховые, фруктовые, цветочные оттенки и сливочное послевкусие | Everona Dairy |
|             | Эден Eden                                                                 | полумягкий                       | коровье                                                                                      | вызревает 3 месяца; производство сезонное; слегка промывается в рассоле | Пукипси, Нью-Йорк           | плоское колесо весом 3,6 кг, диаметр 35 см, высота 5 см | нотки кислого яблока, пряное послевкусие | Sprout Creek Farm |
|             | Эджд Грин Пепперкорн Шевр англ. Aged Green Peppercorn Chevre              | мягкий белый                     | козье                                                                                        | вызревает 30 дней | Лайн Плейн, Нью-Йорк        | брусок весом 1,35 кг, длина 30 см, высота 10 см | характерный лимонный кислый вкус с нежным свежим послевкусием | Coach Farm |
|             | Эйв Бри англ. Awe Brie                                                    | мягкий белый                     | коровье (непастеризованное, парное)                                                          | вызревает 60 дней | Остин, Кентукки             | колесо весом 900 г, размер разный; белоснежная корка | яркий вкус сыра бри | Kenny’s Farmhouse Cheeese |
|             | Эйншент Эритейж Сио англ. Ancient Heritage Scio                           | полумягкий                       | овечье                                                                                       | вызревает 60 дней | Сайо, Орегон                | колесо весом 2,25 кг, диаметр 23 см, высота 7,5 см | сладкий сыр с влажной мякотью и ореховым послевкусием | Ancient Heritage Dairy |
|             | Элк Маунтин англ. Elk Mountain                                            | полумягкий                       | козье                                                                                        | вызревает 6 месяцев, промывается местным орегонским пивом Wild Mountain | Роуг Ривер, Орегон          | колесо весом 3,6 кг, диаметр 23 см, высота 11 см | твердая консистенция, ярко выраженный сливочный вкус | Phoila Farm |
|             | Элси Акр Фромаж Бланк фр. Alsea Acre Fromage Blanc                        | белый                            | козье                                                                                        | вызревает несколько дней и более | Элси, Орегон                | ванночка весом 225 г | свежий вкус с нотами цитруса и кедровых орехов со сложными сливочными оттенками                                                                                          | Alsea Acre |
|             | Эппел Фармс Чеддер англ. Appel Farms Cheddar                              | твердый                          | коровье (молоко собственного стада из 300 коров, которых кормят травой и кукурузным силосом) | вызревает 3-6 месяцев; изготавливается вручную по классической технологии производства английского сыра чеддер | Ферндейл, Вашингтон         | колесо весом 2,35 кг, диаметр 25 см, высота 6 см; есть разновидность этого сыра с добавлением чёрного перца                                                             | вкус классического чеддера, по мере вызревания более острый | Appel Farms |
|             | Эр&Эр Чеддер англ. R&R Cheddar                                            | твердый                          | коровье (от коров голштинской породы)                                                        | вызревает не менее 6 месяцев | Уэстбрук, Мэн               | барабан весом 7,7 кг, диаметр 35 см, высота 10 см | тягучая, зернистая консистенция и сладкий, насыщенный вкус с землистыми, минеральными оттенками                                                                          | Silvery Moon Creamery |
|             | Эскатни Маунтин Чиз англ. Ascutney Mountain Cheese                        | твердый                          | коровье (непастеризованное, коров джерсийской породы)                                        | вызревает 6-10 месяцев | Хартланд, Вермонт           | колесо весом 4,5 кг, диаметр 38 см, высота 12 см | мягкий вкус, отдаленно напоминающий альпийские сыры; вкус со сладкими оттенками ананаса и легкой кислинкой                                                               | Cobb Hill Chese |
|             | Эшд Тометте англ. Ashed Tomette                                           | свежий                           | козье (молоко козальпийской, ламанчской и нубийской пород)                                   | вызревает 2-4 недели | Уиллитс, Калифорния         | диск весом 60 г, размер разный; покрыт золой | тонкий козий вкус с выраженными ореховыми оттенками | Shamrock Artisan Goat Cheese |

## Центральная иЮжная Америка
Для Южной Америки более характерно мясное, а не молочное животноводство, и сыров здесь изготавливается относительно немного. Под влиянием испанских, итальянских и португальских иммигрантов объёмы изготовления сыров все же стали увеличиваться.

### Аргентина
| Изображение | Название      | Тип сыра | Молоко  | Особенности изготовления                                                                                 | Регион         | Внешний вид                                                                                           | Вкус                                               | Производитель        |
| ----------- | ------------- | -------- | ------- | --- | -------------- | --- | -------------------------------------------------- | -------------------- |
|             | Сардо (Sardo) | твердый  | коровье | вызревает 9-18 месяцев; восходит к итальянскому сыру пекорино сардо, но производится из коровьего молока | по всей стране | барабан весом 3-5 кг, диаметр 16 см, высота 11 см, тонкая корка покрывается чёрным или красным воском | жирная мякоть и острое, солёное долгое послевкусие | разные производители |

### Бразилия
| Изображение | Название                                    | Тип сыра                   | Молоко  | Особенности изготовления                                          | Регион       | Внешний вид                                                | Вкус                                                                             | Производитель            |
| ----------- | ------------------------------------------- | -------------------------- | ------- | ----------------------------------------------------------------- | ------------ | ---------------------------------------------------------- | -------------------------------------------------------------------------------- | ------------------------ |
|             | Кейжу Минейру (португ. Queijo Mineiro)      | свежий; свежий выдержанный | коровье | от 4 до 10 дней; до нескольких месяцев                            | Минас-Жерайс | головки разного веса, около 9 см диаметром и 5 см высотой  | нежный солёный вкус с оттенком лимона; выдержанный сыр приобретает лёгкую горечь | разные                   |
|             | Рекижан кремозу (португ. Requeijão Cremoso) | свежий; свежий выдержанный | коровье | от 4 до 10 дней; до нескольких месяцев; рецепт держится в секрете | Минас-Жерайс | головки разного веса, около 12 см диаметром и 4 см высотой | сливочный несладкий вкус                                                         | Laticinios Catupiry Ltda |

### Мексика
Мексиканские сыры появились в XVI веке. Конкистадоры завезли сюда домашний скот и технологии для молочного животноводства. В основном мексиканские сыры копируют испанские, иногда — португальские и итальянские.
| Изображение | Название                        | Тип сыра | Молоко | Особенности изготовления | Регион         | Внешний вид | Вкус | Производитель |
| ----------- | ------------------------------- | -------- | --- | --- | -------------- | --- | --- | ------------- |
|             | Кесо Аньехо (bcg. Queso Anjejo) | твердый  | козье и/или коровье (изначально изготавливался из козьего молока, но в связи с ростом спроса стали смешивать козье молоко с коровьим) | 2-8 месяцев | по всей стране | брусок или круг весом от 5 до 10 кг, разного размера; выдержанная разновидность кесо фреско                                                            | тягучая, но крошащаяся консистенция, растительные нотки во вкусе                                                                       | разные        |
|             | Аньехо исп. Queso añejo         |          | козье или коровье | |                | | острый вкус |               |
|             | Кесо Бланко (исп. Queso Blanco) | свежий   | коровье обезжиренное | от нескольких дней; изготавливается путём добавления в молоко лимонного сока для коагуляции и ошпаривания осадка перед прессованием и вымешиванием | по всей стране | разные размеры, вес и форма | нечто среднее между солёным творогом и моцареллой; твердая и эластичная консистенция, свежий лимонный вкус с оттенком сливочного масла | разные        |
|             | Кесо Фреско (исп. Queso Fresco) | свежий   | коровье/козье | от 1 до 5 дней; производится путём створаживания молока и прессования полученного остатка                                                          | по всей стране | разные размеры, вес и форма; традиционно — квадратные головки 9*9 см, высотой 2,5 см; белоснежный, зернистый; сливочный вкус, солёный и лимонно-кислый | сливочный несладкий вкус | разные        |